# Église Sainte-Marie-Madeleine du Perchay
L'église Sainte-Marie-Madeleine est une église catholique paroissiale située au Perchay, en France. C'est un petit édifice de facture rustique, issu de la transformation successive d'une église romane à vaisseau unique, que l'on peut dater de la fin du XIe ou du premier quart du XIIe siècle. La nef avec son intéressant portail et la base du clocher avec ses deux arcades archaïques subsistent encore de cette époque, mais toutes les fenêtres ont été repercées, et la base du clocher a été voûtée d'ogives à la première période gothique. Au XIIIe siècle, la chapelle de la Vierge formant croisillon a été ajoutée au sud du clocher. Après la guerre de Cent Ans, l'étage de beffroi a été refait, et le chœur roman a été remplacé par deux travées de style gothique flamboyant, et la nef a été munie d'un unique bas-côté, également située au sud. Sa voûte en berceau évoque l'architecture classique, et ne date peut-être que du XVIIe siècle. L'église Sainte-Marie-Madeleine a été inscrite aux monuments historiques par arrêté du 14 décembre 1979, et la nef et le bas-côté ont bénéficié d'une restauration au début des années 1990. Le Perchay est aujourd'hui affiliée à la paroisse Avernes et Marines, et son église n'accueille plus des messes dominicales que deux fois par an, à 9 h 30 ou 11 h 00.

## Localisation

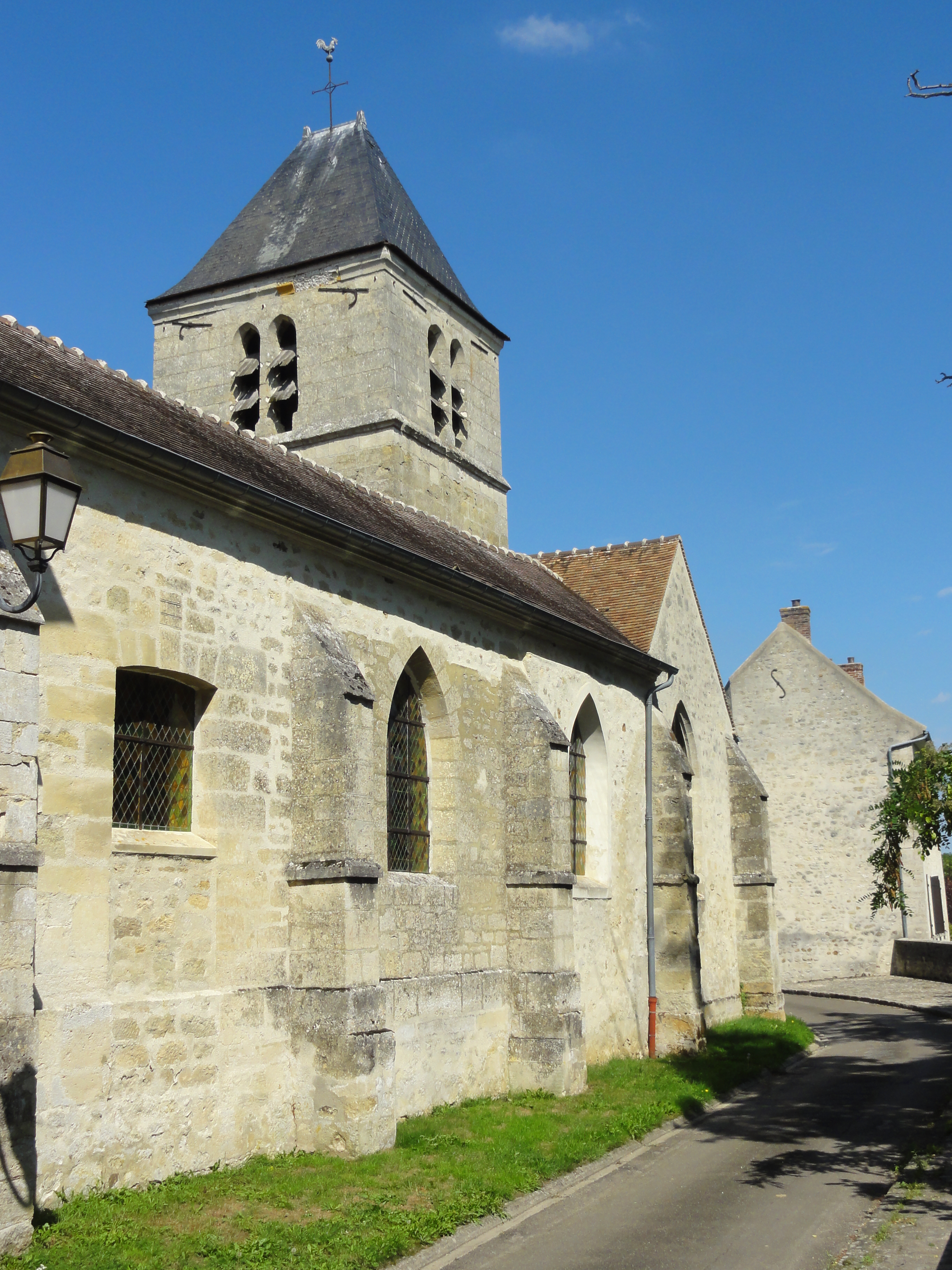
Vue depuis le sud-ouest.

L'église est située en France, en région Île-de-France et dans le département du Val-d'Oise, dans le Parc naturel régional du Vexin français, près de la vallée de la Viosne, sur la commune du Perchay, à l'angle sud de l'agglomération, Grande-Rue, à côté de l'ancienne grande ferme. En venant du centre du village, la Grande-Rue aboutit sur le chevet précédé par la sacristie, puis contourne l'église par le sud. La rue est ici bordée par un muret, et un coteau assez raid descend immédiatement dans un profond ravin. L'on ne peut donc pas contempler l'église en prenant du recul. Le portail se situe au nord de la nef. Il est desservi par un court chemin d'accès qui se termine en impasse, établi parallèlement au chemin privé qui mène au portail de l'ancienne ferme. La première travée la nef et la façade occidentale sont enclavées dans cette propriété privée, et non visibles depuis le domaine public. Il est à noter qu'un autre monument historique se trouve près de l'église. Il s'agit d'une croix en pierre de la fin du XVe ou du début du XVIe siècle, qui a été déplacée depuis son emplacement d'origine près d'une maison vers son emplacement actuel devant la sacristie. Cette croix de style gothique flamboyant a été inscrite par arrêté du 16 juin 1926.

## Historique

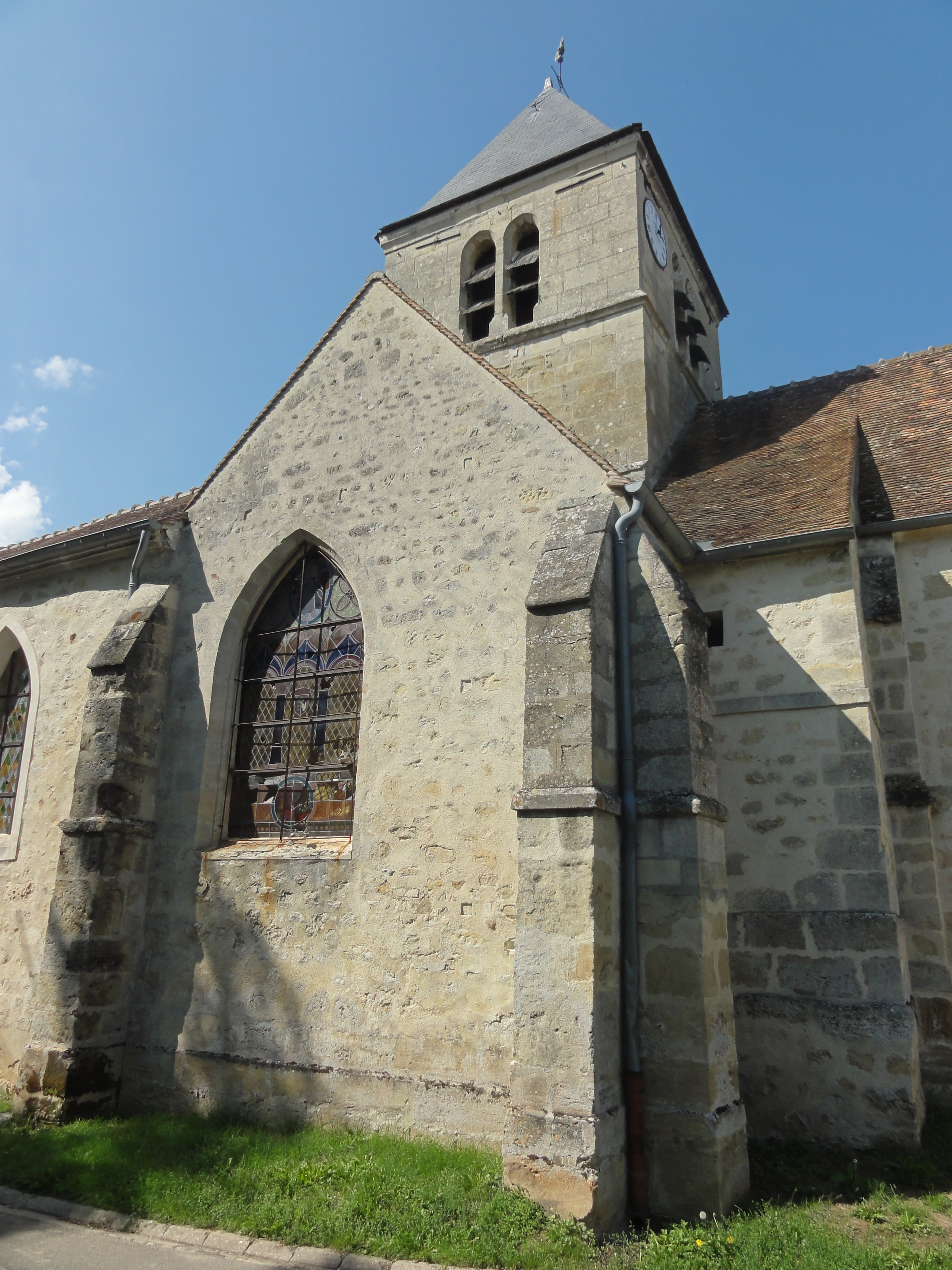
Croisillon sud et clocher.

La date de fondation de la paroisse n'est pas connue avec certitude. L'abbé Vital Jean Gautier indique l'année 1161, qui devrait seulement correspondre à une première mention. L'église est dédiée à sainte Marie-Madeleine. Sous l'Ancien Régime, Le Perchay relève du doyenné de Meulan, de l'archidiaconé du Vexin français avec siège à Pontoise, et de l'archidiocèse de Rouen. Comme particularité, la cure est à la nomination du seigneur local, de la famille de Guiry. Généralement, les seigneurs laïcs dont les ancêtres avaient usurpé des biens de l'église les avaient restitués aux XIe et XIIe siècles par le biais de donations aux abbayes, prieurés et chapitres, encouragées par la réforme grégorienne. La Révolution française apporte le rattachement au nouveau diocèse de Versailles, qui regroupe l'ensemble des paroisses du département de Seine-et-Oise. En 1966, Le Perchay change une seconde fois de diocèse avec la création du nouveau diocèse de Pontoise, qui correspond au territoire du département du Val-d'Oise alors en voie de constitution. Le Perchay est aujourd'hui affilié à la paroisse Avernes et Marines, et l'église Sainte-Marie-Madeleine n'accueille plus des messes dominicales que deux fois par an, à 9 h 30 ou 11 h 00.
Aucun document ne renseigne sur la construction de l'église. Ses éléments les plus anciens datent de la fin du XIe  ou du début du XIIe siècle. Ce sont la base du clocher, sans sa voûte, et les murs de la nef, sans les fenêtres actuelles et les grandes arcades. Primitivement à vaisseau unique, comme toujours à Gadancourt, Omerville et Reilly, l'église est remaniée à deux reprises à la période gothique, d'abord par le voûtement d'ogives de la base du clocher pendant la seconde moitié du XIIe siècle, puis par l'adjonction du croisillon sud au XIIIe siècle. Après la guerre de Cent Ans, sans doute pendant la première moitié du XVIe siècle, le chœur est entièrement rebâti dans le style gothique flamboyant ; l'étage de beffroi du clocher est refait dans un style rustique, et un peu plus tard, un bas-côté est ajouté au sud de la nef. À cette occasion, les deux fenêtres au nord de la nef sont repercées. Plus aucune fenêtre d'origine ne subsiste à ce jour, mais les vestiges de deux petites baies romanes ont été mis en évidence dans la nef. L'église est inscrite aux monuments historiques par arrêté du 14 décembre 1979, et sa nef et son bas-côté bénéficient d'une restauration au début des années 1990. En revanche, les parties orientales ne sont plus entretenues ; l'enduit s'effrite et plusieurs vitraux sont cassés sans même munir les fenêtres de fermetures provisoires.

## Description

### Aperçu général

Plan de l'église.

Orientée à peu près régulièrement, avec une nette déviation de l'axe vers le sud-est du côté du chevet, l'église répond à un plan dissymétrique. Elle se compose d'une nef de trois travées, accompagnée d'un unique bas-côté au sud ; de la base du clocher à l'est de la nef ; d'un croisillon dans l'axe du bas-côté, au sud de la base du clocher ; d'un chœur de deux travées terminé par un chevet plat ; et d'une petite sacristie devant le chevet. Une cage d'escalier hors-œuvre occupe l'angle entre la base du clocher et le croisillon, qui abrite la chapelle de la Vierge. La nef est simplement plafonnée. Le bas-côté est voûté en berceau. Les autres travées sont voûtées d'ogives. Les quatre voûtes sont de trois types différents. L'on accède à l'église par le portail dans la deuxième travée de la nef, au nord ; la sacristie dispose également d'une porte vers l'extérieur. Le clocher central est coiffé d'un toit à la hache. Le bas-côté est muni d'un toit en bâtière parallèle à l'axe de la nef, et le croisillon, d'un toit en bâtière perpendiculaire à l'axe de l'édifice, avec pignon au sud.

### Intérieur

#### Nef et bas-côté

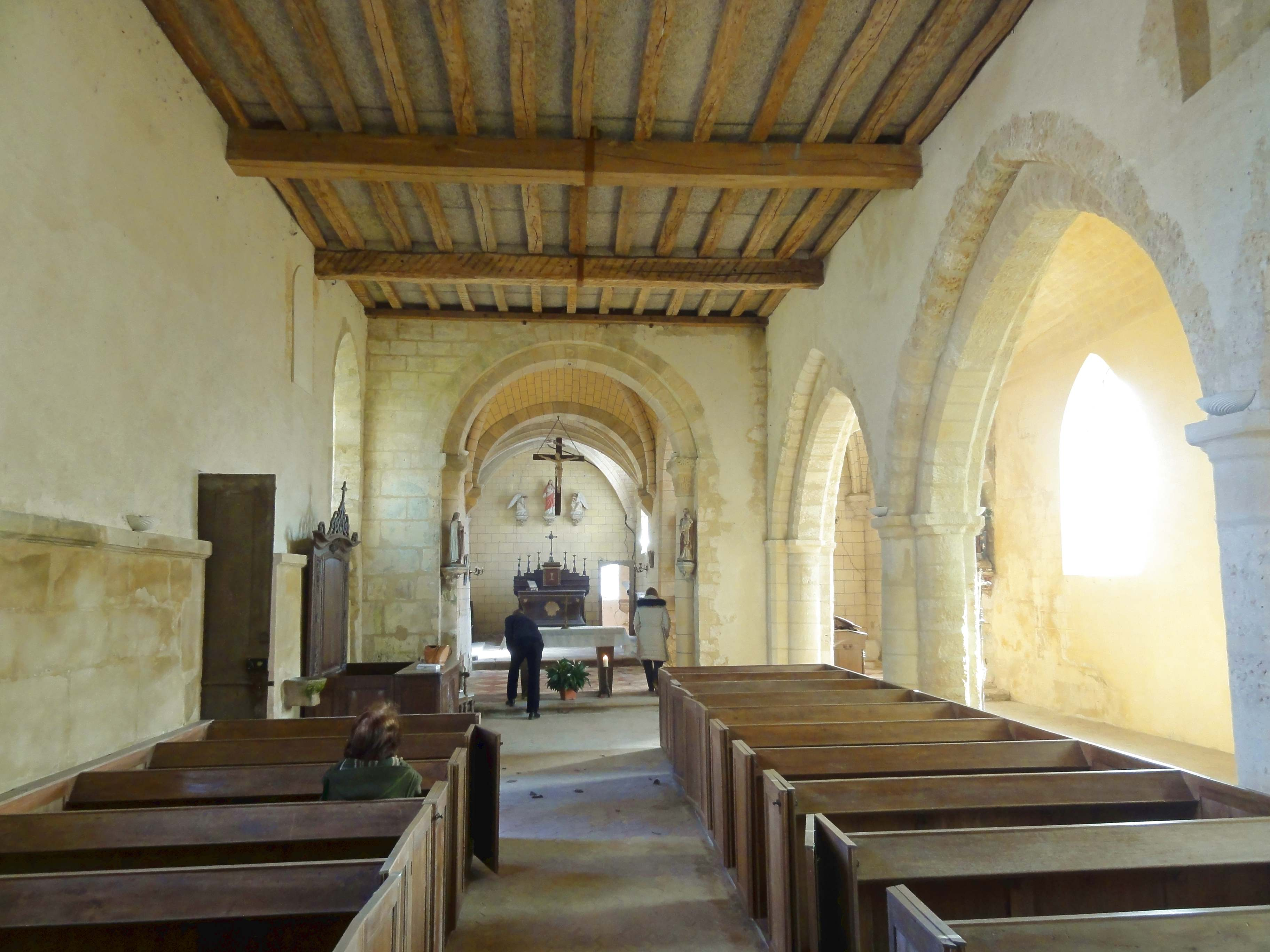
Nef, vue vers l'est.

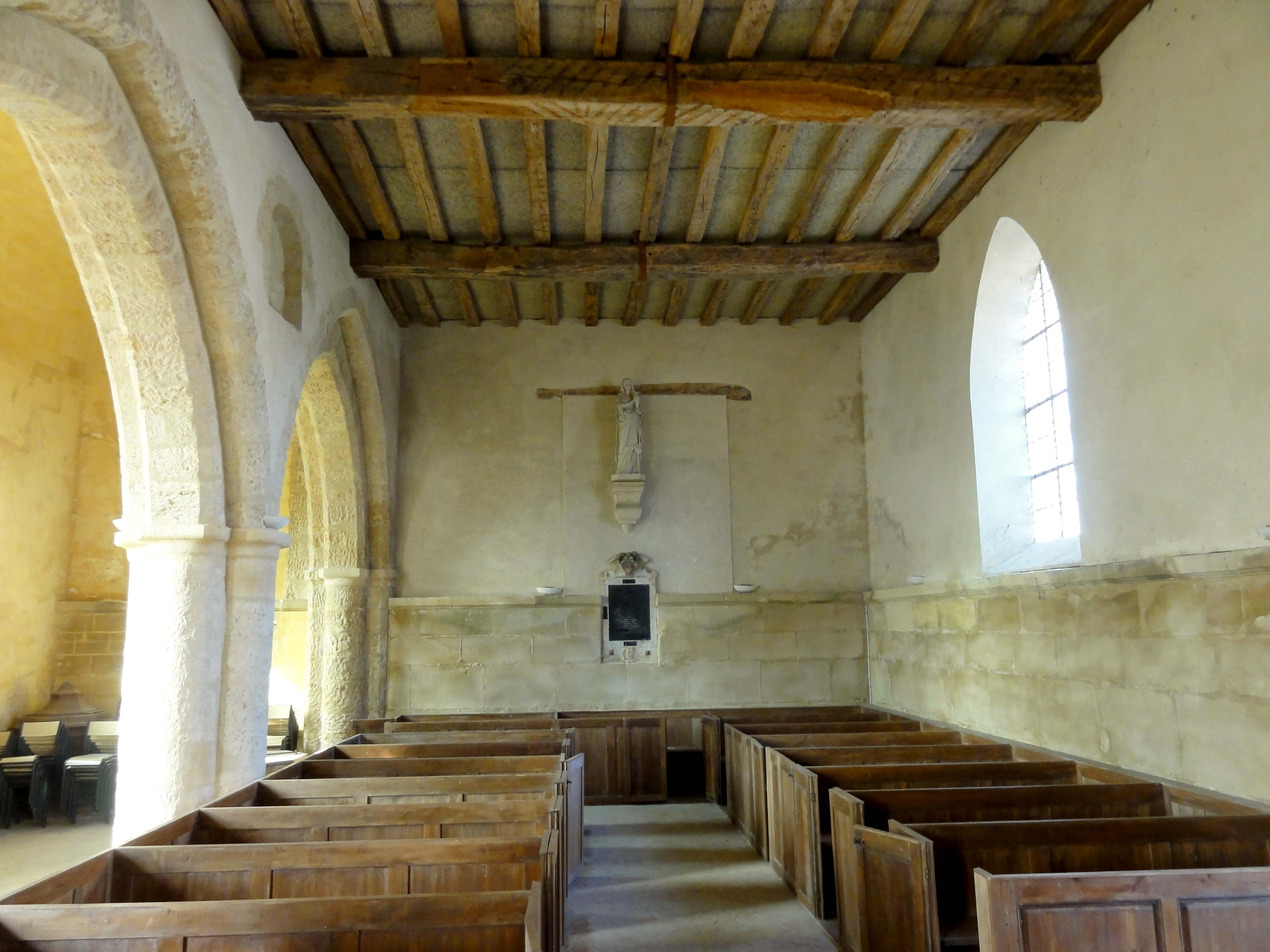
Nef, vue vers l'ouest.

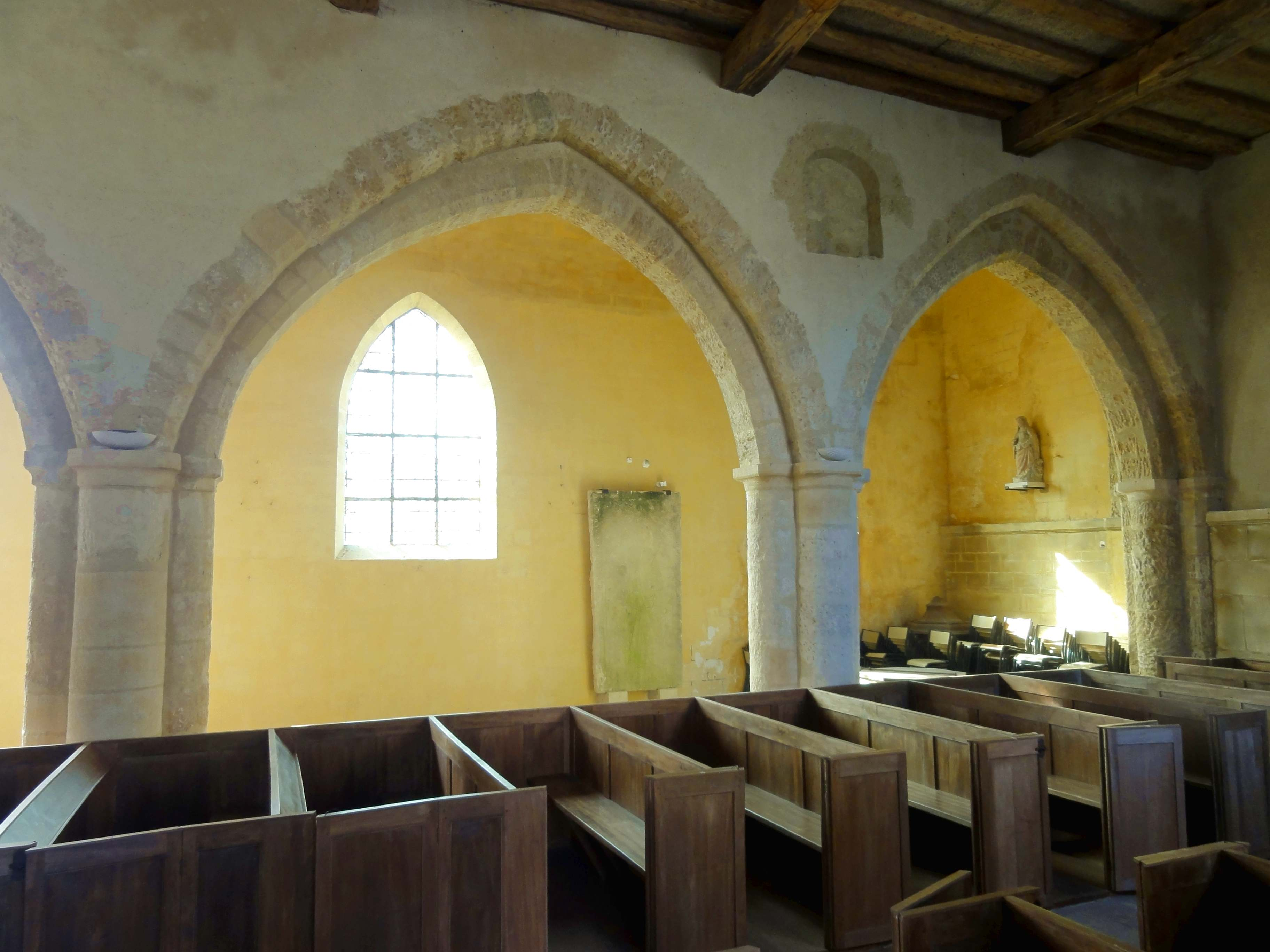
Nef, grandes arcades.

La nef est une construction fort simple, voire rustique, et montre des éléments de différentes époques sans grand intérêt architectural, sauf bien sûr l'arc triomphal ouvrant sur la base du clocher, qui fait toutefois partie de cette dernière, et non de la nef. De la période romane, les seuls éléments conservés en élévation sont les restes du décor extérieur du portail, et les traces de deux petites fenêtres en plein cintre, en haut des murs gouttereaux, entre la porte et la dernière fenêtre du nord, ainsi qu'au-dessus du premier pilier des grandes arcades. De la première, ne restent que les piédroits, mais les contours de l'ancienne fenêtre se dessinent en bas-relief sur l'enduit. De la seconde, l'ébrasement est en partie conservée. La porte paraît rectangulaire depuis l'intérieur de la nef, et son arc de décharge n'est pas visible. Les deux fenêtres actuelles, dans la première et dans la troisième travée, sont en arc-Tudor, et dépourvues de remplage, à l'instar de toutes les autres fenêtres de l'église. Elles ne peuvent pas être datées avec certitude, mais sont identiques aux fenêtres du bas-côté, qui n'a pas été ajouté avant le milieu du XVIIe siècle. Le mur occidental est aveugle, et ne montre pas la moindre trace d'une éventuelle ouverture, si ce n'est une poutre en bois engagé dans le mur, tel un ancien linteau. Les soubassements du mur septentrional et du mur occidental ont été refaits en pierre de taille à la période moderne, et se terminent désormais par un bandeau profilé d'une plate-bande et de plusieurs ressauts. Les poutres maîtresses et les solives du plafond plat ont été en grande partie remplacées lors de la dernière restauration. Malencontreusement, l'on a substitué le plancher à des panneaux de fibres de bois minéralisés, alors que l'absence de tout moyen de chauffage et les trous béants dans les verrières des travées orientales rendent vaine toute isolation thermique. Des plafonds de bois plus authentiques subsistent à Brignancourt, Condécourt, Le Heaulme et Tessancourt-sur-Aubette.
Bernard Duhamel pense que les grandes arcades seraient romanes, mais leur tracé en arc brisé et l'emplacement de l'une des anciennes fenêtres romanes entre deux arcades s'opposent à une datation de la période de construction de la nef et du clocher. En revanche, leurs deux rangs de claveaux non moulurés, aux angles chanfreinés, correspondent bien à la période romane et à la première période gothique, et l'on ne peut exclure que les arcades ont été ouvertes dans le mur préexistant dès les années 1140. Mais comme le souligne Duhamel, le mur latéral du bas-côté avec ses trois fenêtres, dont une rectangulaire et deux en arc-Tudor, date seulement de la reconstruction à la période flamboyante, et contrairement à ce que suggère le même auteur, les piliers tréflés actuels ne sont pas non plus romans. Ils sont constitués de quatre fûts cylindriques engagés dans un noyau carré non visible. Duhamel fait le rapprochement avec les piliers cylindriques engagés de la base du clocher, mais n'explique pas le nombre de quatre fûts, et oublie également que la fenêtre romane du côté sud s'oppose à l'existence primitive d'un bas-côté. Les piliers tréflés sont rares dans la région. On les trouve dans la base de clocher de Jaux, dans le bas-côté de Jouy-le-Comte (avec des ressauts), et au milieu des grandes arcades du sud du Thillay. Chacun des quatre renflements correspond normalement à une retombée d'arcade ou d'arc-doubleau. Il y a des tailloirs carrés aux angles abattus, qui sont de simples tablettes dont l'angle inférieur est taillé en biseau, et ne forment qu'un avec les frises entièrement lisses qui occupent l'emplacement des chapiteaux. Ces frises sont de si faible hauteur que l'on peut exclure l'existence ancienne d'un décor sculpté notable, dont il ne reste de toute façon aucune trace. Les tambours des piliers sont très réguliers et homogènes, et il ne semble pas non plus que le tambour supérieur représente un ancien chapiteau dont l'on aurait abattu la sculpture. Les bases sont cubiques, aux arêtes chanfreinées. Le plafond voûté en berceau mérite d'être signalé, car rarement appliqué aux édifices religieux de la Renaissance dans la région, à moins qu'elle date seulement de la période classique, comme le suggère la corniche des soubassements en pierre de taille.

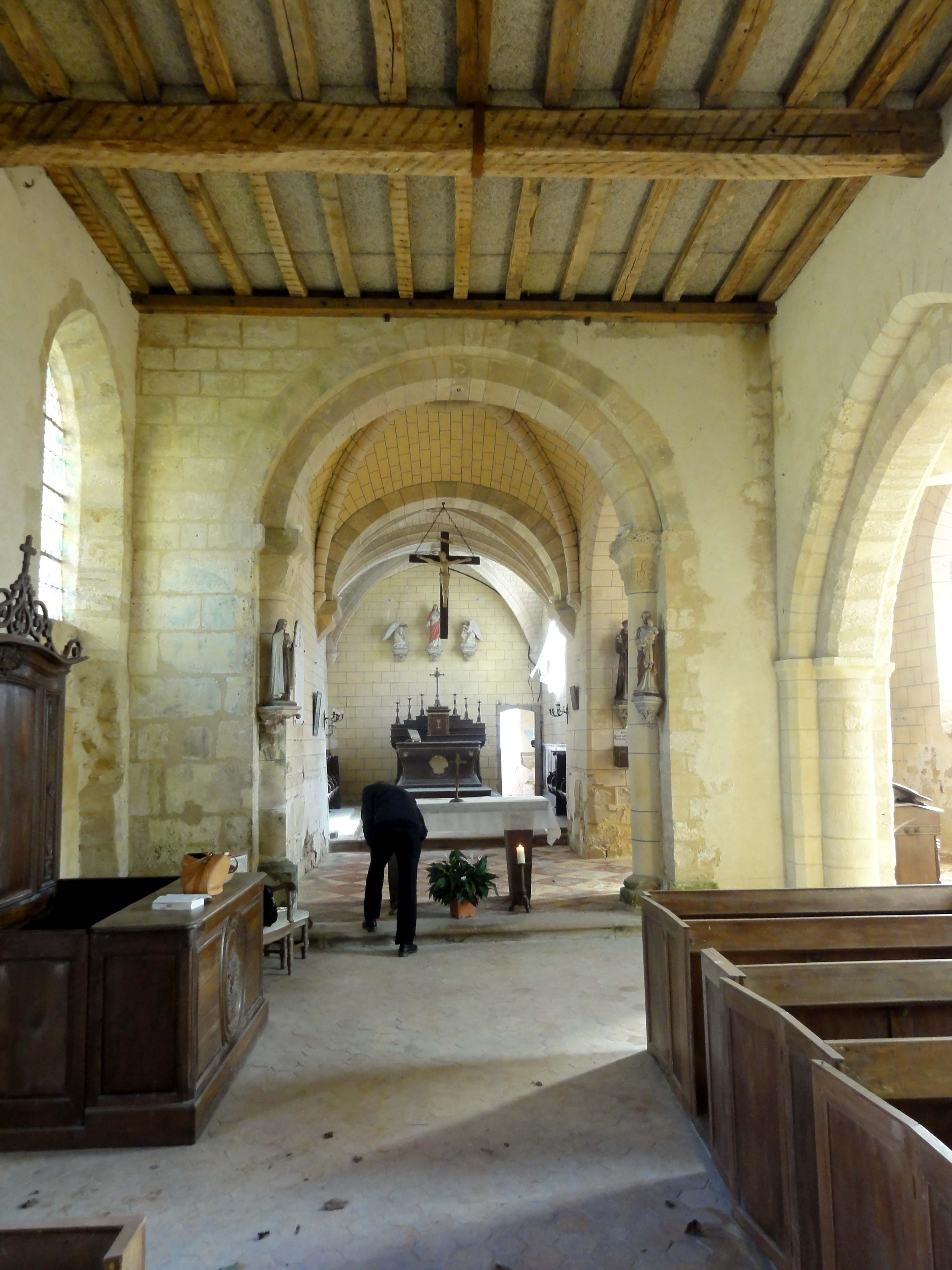
Nef, vue vers l'est.
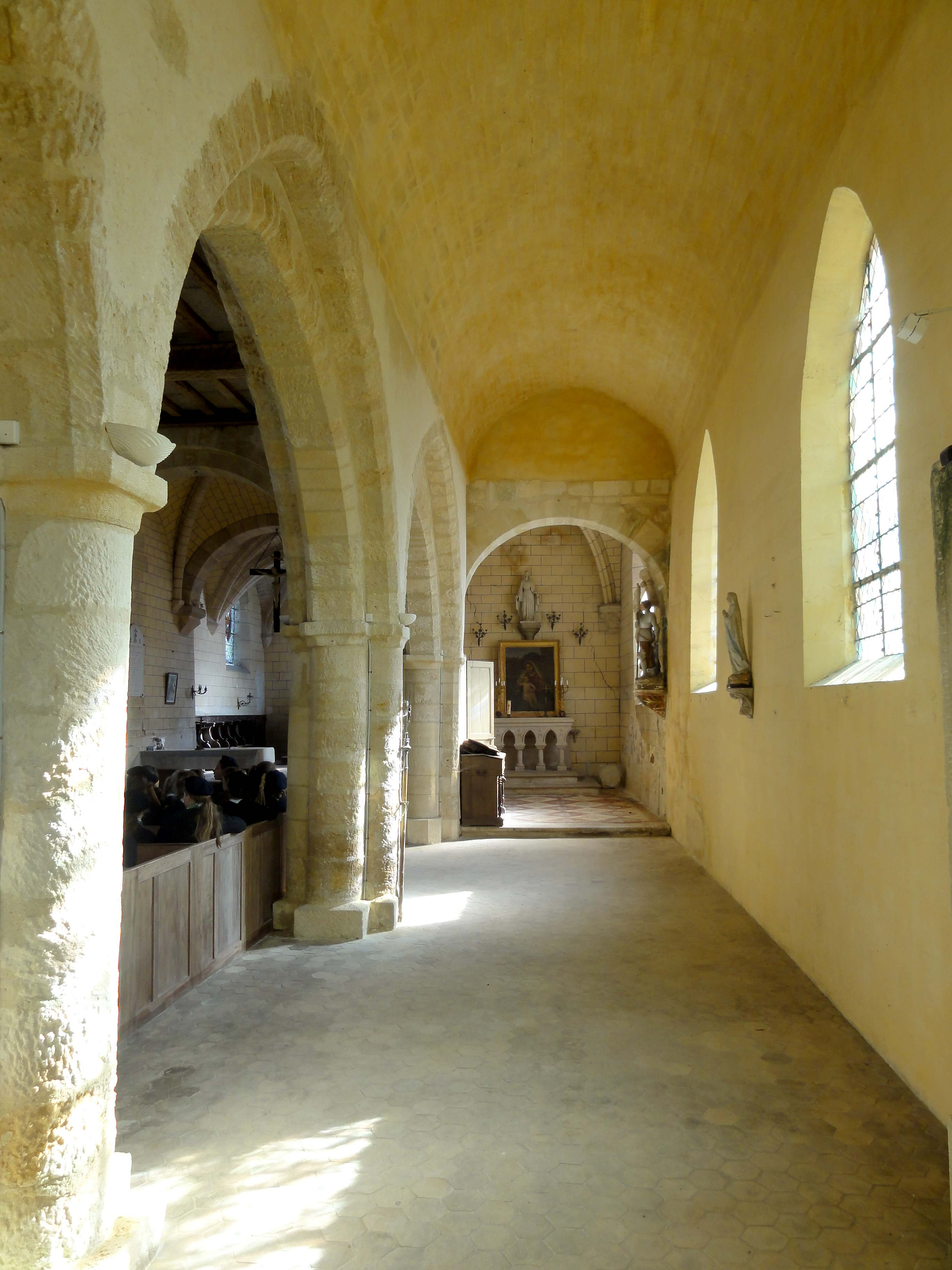
Bas-côté, vue vers l'est.
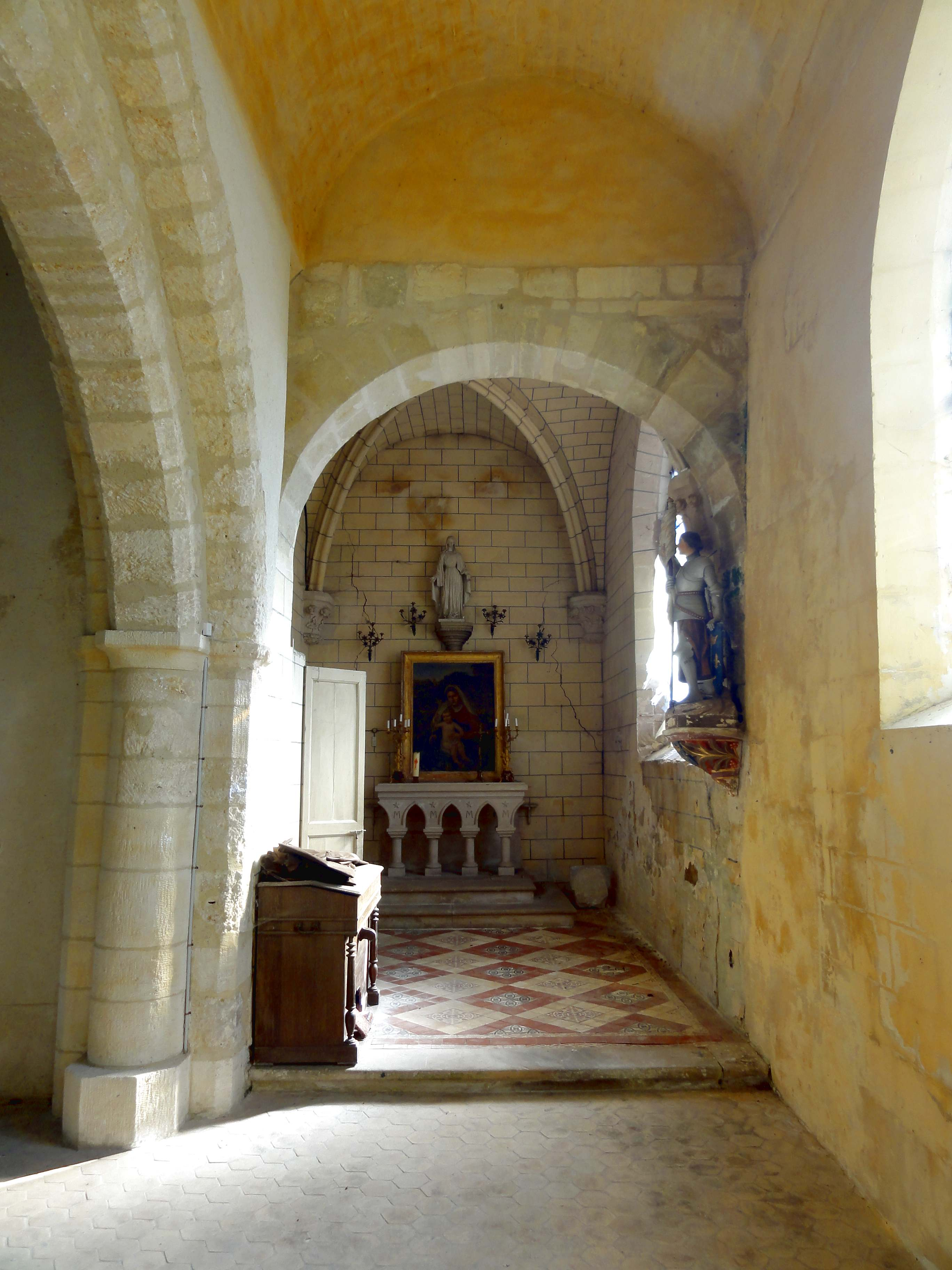
Bas-côté, vue vers l'est.
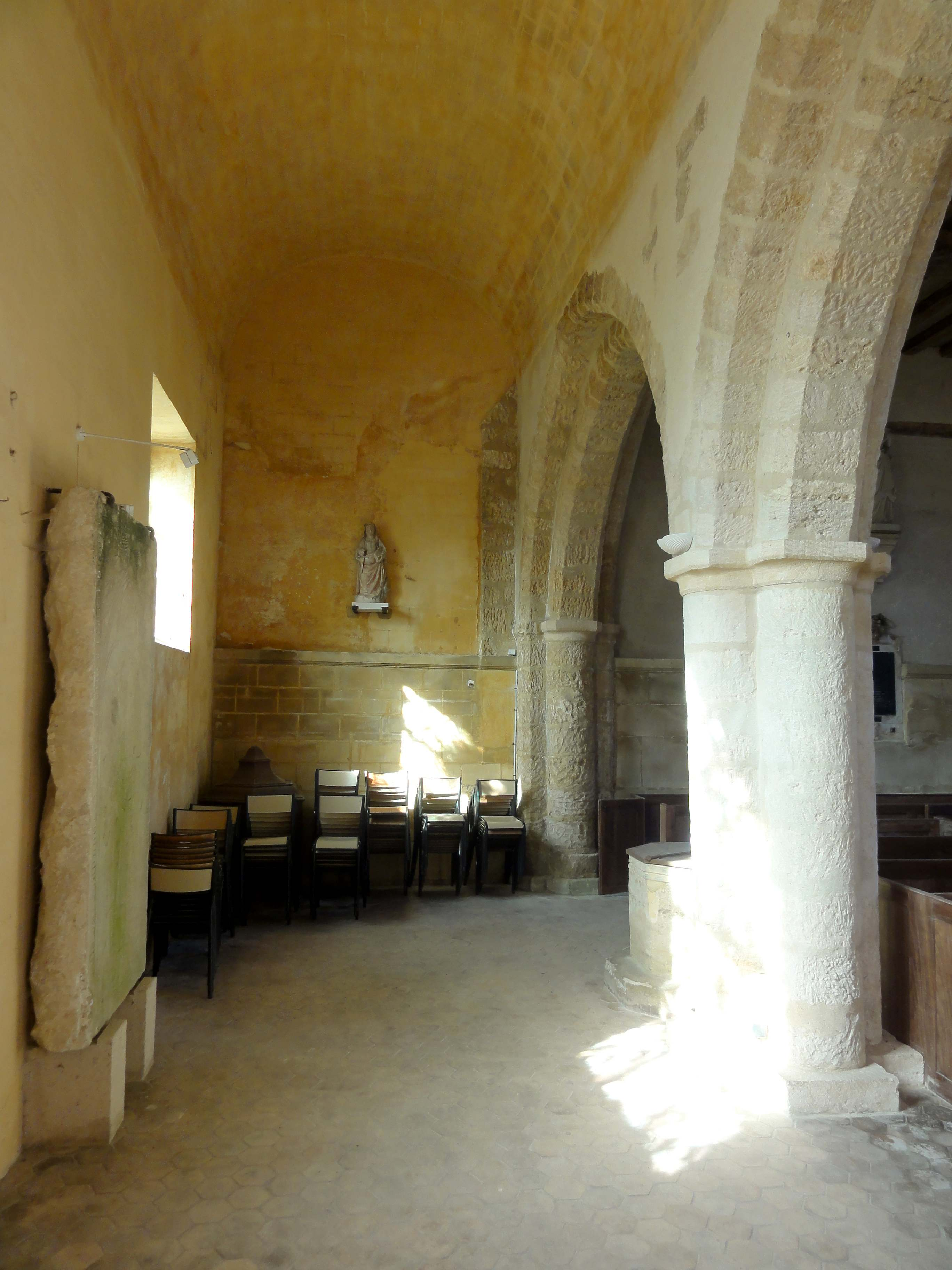
Bas-côté, vue vers l'ouest.
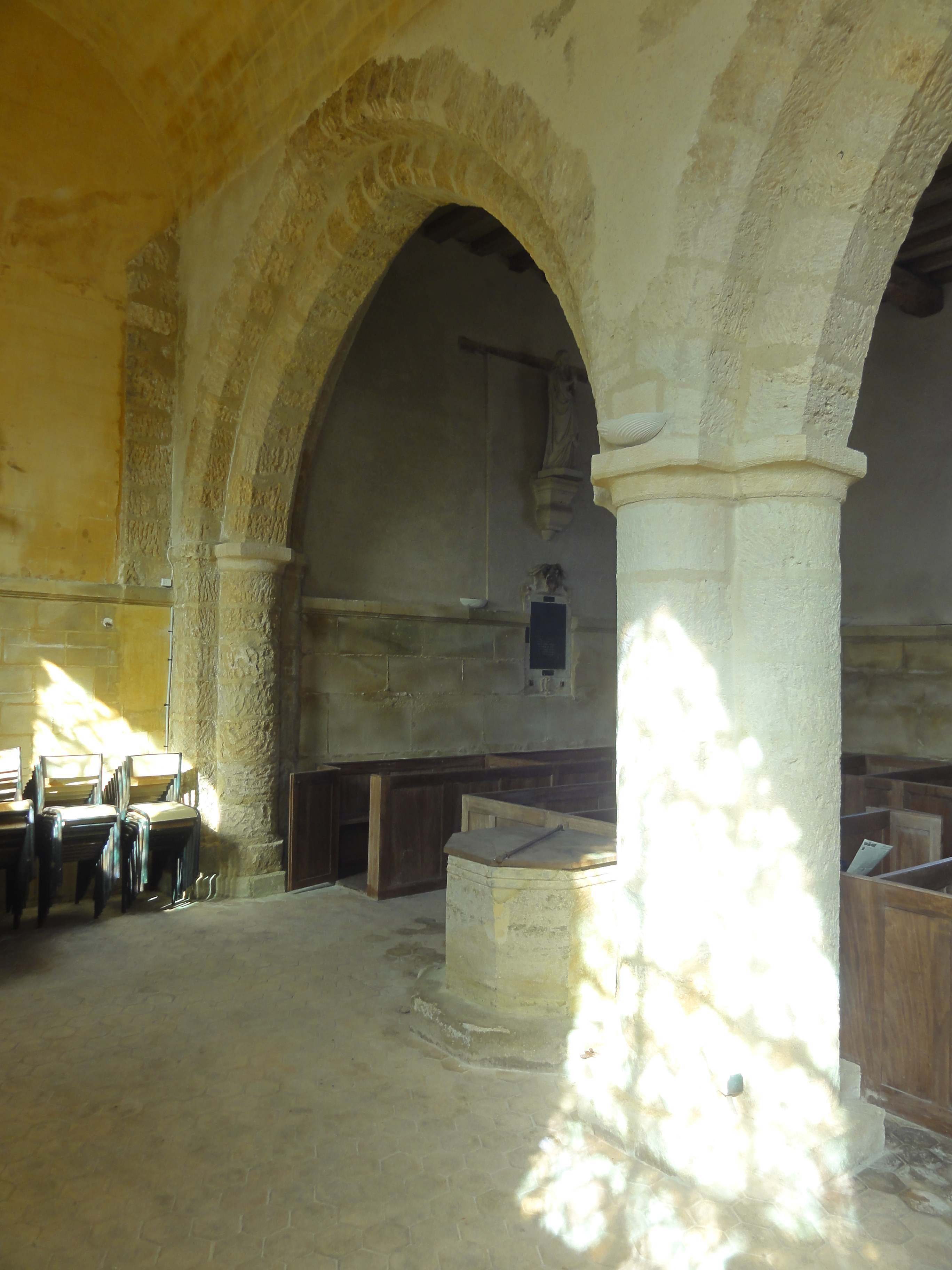
1re grande arcade.
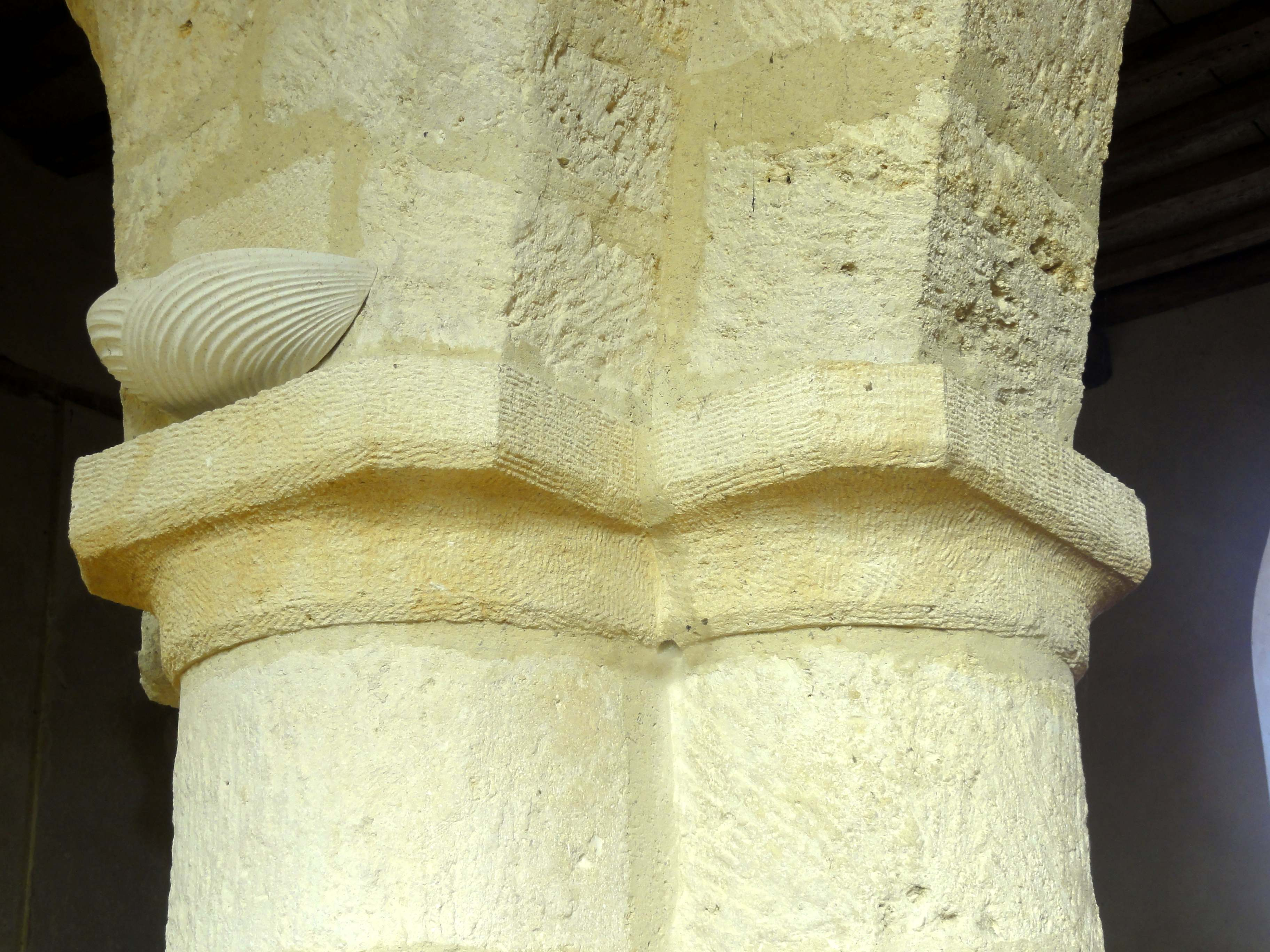
Tailloirs des piliers.

#### Base du clocher et chœur

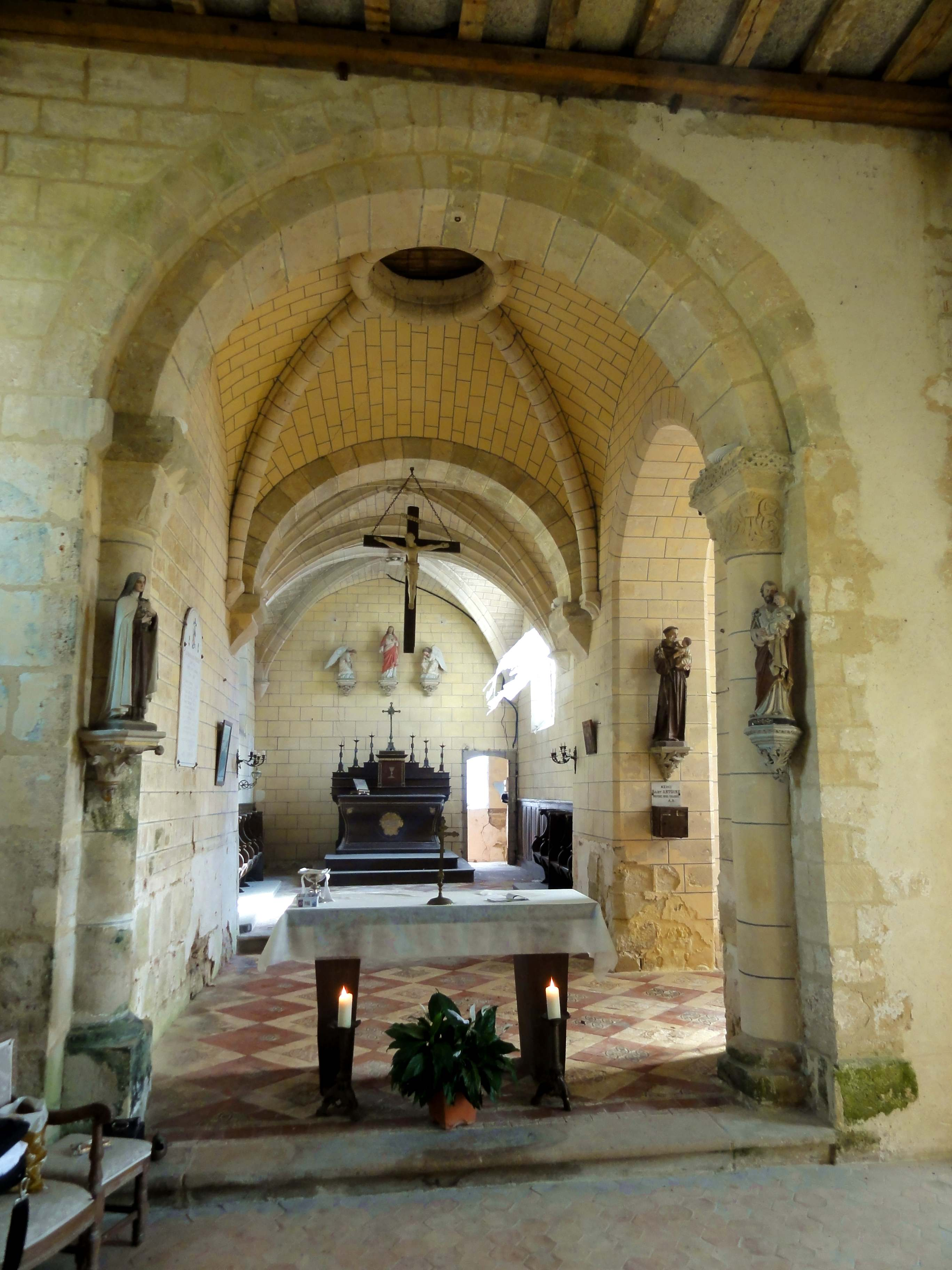
Nef, vue dans la base du clocher.

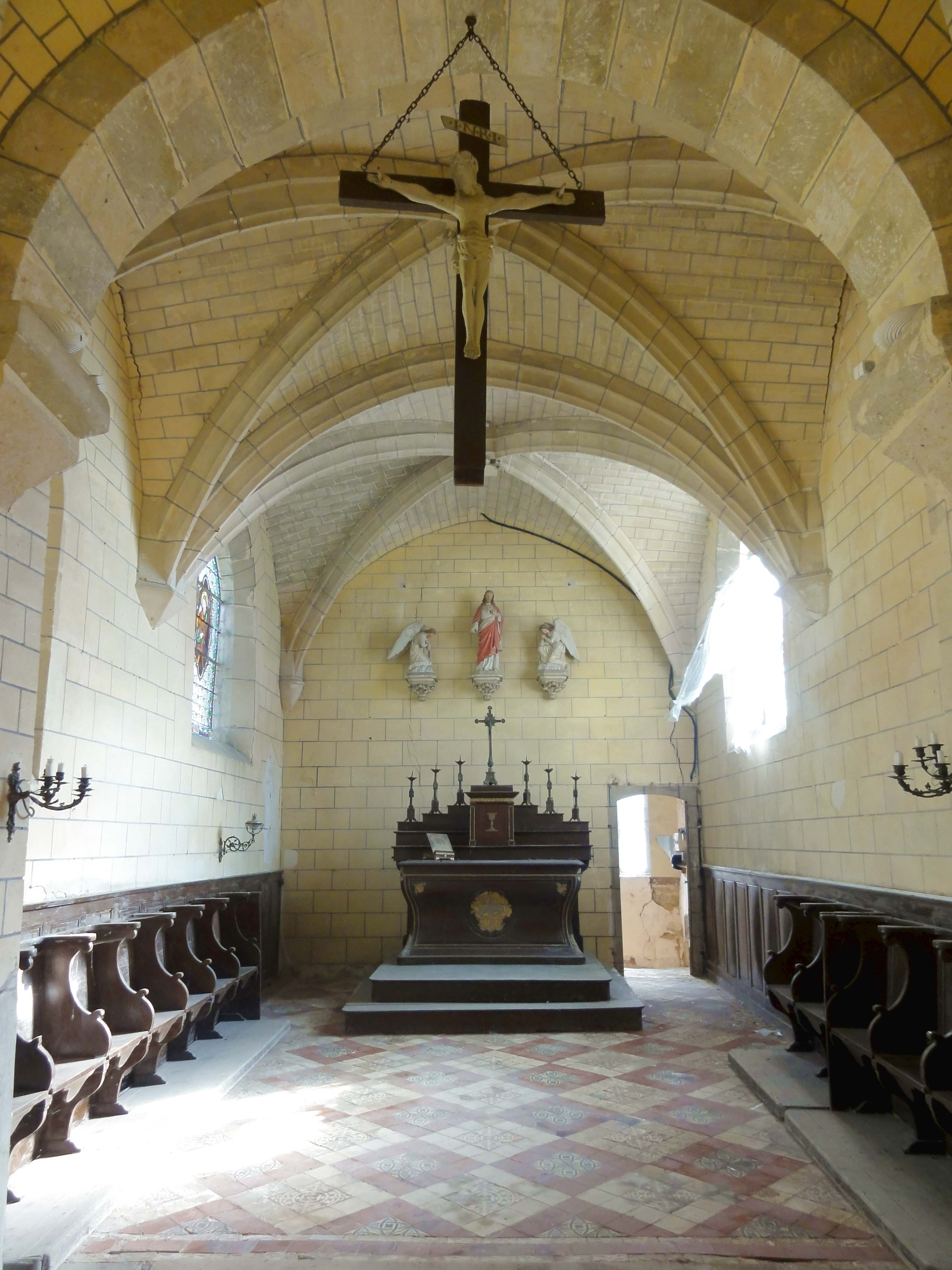
Base du clocher, vue vers l'est dans le chœur.

Les quatre travées orientales ont été très sèchement restaurées au XIXe siècle, d'une manière comparable que l'église d'Us. Les chapiteaux et éléments de modénature ont été fortement grattés, de sorte que les éléments authentiques ne se distinguent plus des éléments refaits. Les murs ont été enduits et couverts d'un badigeon jaunâtre, puis peints en faux-appareil, en utilisant des teintes et des techniques qui ne correspondent pas à l'usage à la période gothique, et sont également loin de donner un résultat comparable. La base du clocher communique avec la nef, le chœur, dont elle fait partie, et le croisillon sud ou chapelle de la Vierge. La liaison avec la nef et le chœur s'établit par des arcades en plein cintre à arêtes vives, qui sont à double rouleau côté nef et côté chœur, mais à simple rouleau à l'intérieur de la travée. En ce qui concerne l'arc triomphal vers la nef, la retombée s'effectue sur des tailloirs profilés d'une plate-bande et d'un cavet presque assimilé à un  biseau. Ces tailloirs ne sont donc pas moulurés, mais par contre, celui du sud est sculpté d'un entrelacs, et celui du nord semble avoir été sculpté de chevrons, devenus à peine perceptibles. Seulement les tailloirs correspondant au rang de claveaux inférieur reposent sur des chapiteaux. Celui du sud est le plus intéressant. Il est sculpté de deux petites têtes de monstre, sans mâchoire inférieur, qui crachent des rinceaux. Il évoque certains chapiteaux de Bury, Cambronne-lès-Clermont, Foulangues et Lavilletertre, qui datent des années 1130 et 1140. Le chapiteau en face au nord offre une corbeille presque lisse. Elle affiche seulement une fleurette sur la face frontale, et une paire de petites feuilles simple aux angles, en bas.
Les chapiteaux sont portés par des demi-colonnes engagés dans les murs. Vers l'est, les murs du clocher se sont beaucoup écartés sous la pression de la voûte, et les fûts ont été supprimés. À la même occasion, la sculpture des chapiteaux réduits à des culs-de-lampe a été bûchée, et les tailloirs ont été retaillées. La voûte d'ogives actuelle remplace une voûte d'arêtes ou une voûte en berceau, comme l'on en trouve encore sous un certain nombre de clochers vexinois. Comme le note Bernard Duhamel, la voûte actuelle date d'une époque incertaine. Ses quatre ogives affectent un profil monotorique répandu entre la fin de la période romane et la première période gothique, et sont reçues sur de simples consoles. Au milieu, la voûte est percée d'un trou pour la remontée des cloches, qui est entouré d'un tore du même profil que les ogives, alors que les trous de cloches ne font leur apparition qu'à la période flamboyante. Le tore ne date donc que de la restauration du XIXe siècle, et l'on peut donc s'interroger sur l'authenticité de la voûte entière. L'on note encore que les arcades ont exactement la même largeur que la travée elle-même, et le rouleau supérieur correspond à l'arc d'inscription de la voûte, ce qui explique qu'il n'est pas visible depuis l'intérieur de la travée. Quant aux élévations latérales, l'examen extérieur semble démontrer qu'un croisillon nord n'a jamais existé. Le mur septentrional est toutefois aveugle. En face, l'arcade ouvrant sur la chapelle de la Vierge est désaxée vers la droite, et en arc brisé ; elle a les arêtes chanfreinées et ne dispose pas de supports. Cette arcade paraît avoir été percée lors de la construction de la chapelle. 
Le chœur est une petite construction flamboyante sans ambition, de même largeur et de même hauteur que la base du clocher. Par son architecture, il s'assimile aux bas-côtés des nefs flamboyantes de taille moyenne dans la région. Il n'y a guère à dire des élévations latérales, qui présentent seulement des fenêtres aigües analogues à celles de la nef et des bas-côtés. Le chevet plat est aveugle, sans même laisser apercevoir la moindre trace d'une ancienne fenêtre, que la restauration du XIXe siècle a bien pu effacer. En même temps, le sanctuaire ne possède pas un retable imposant qui aurait pu justifier l'absence de fenêtre. Les deux voûtes d'ogives, en arc brisé, sont dépourvus de formerets, et les ogives et le doubleau intermédiaire sont reçus sur des culs-de-lampe frustes. Toutes les nervures adoptent le même profil, qui est celui d'une arête saillante qui affiche un filet entre deux fines moulures concaves de face, et latéralement, un large cavet dégagé de la voûte par un filet saillant. Il s'agit du profil le plus courant dans le Vexin sous toute la période flamboyante. Les deux clés de voûte sont sculptées de découpages flamboyants entourant un écusson. La deuxième est abîmée.

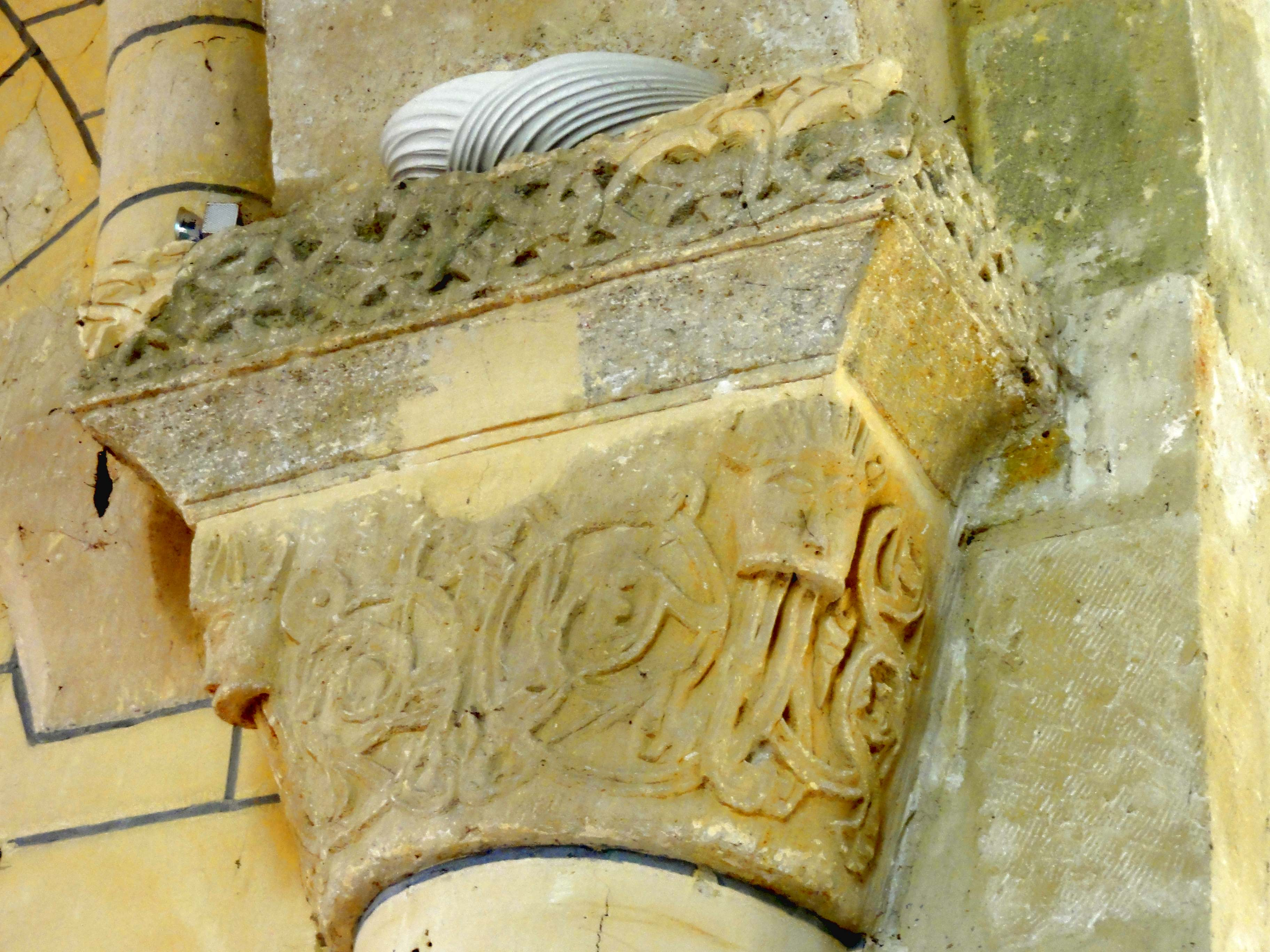
Arc triomphal, chapiteau roman au sud (droite).
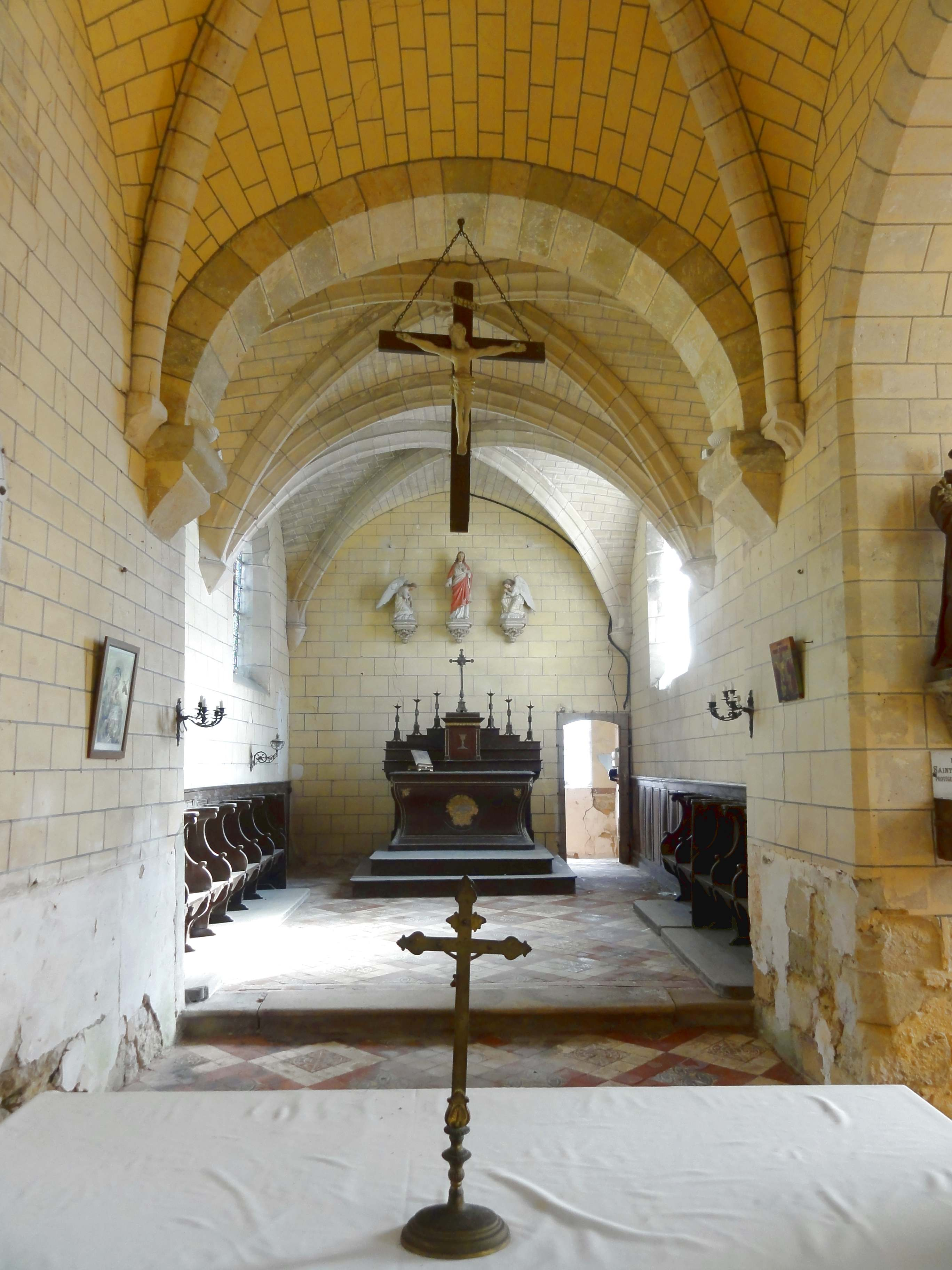
Base du clocher, vue vers l'est.
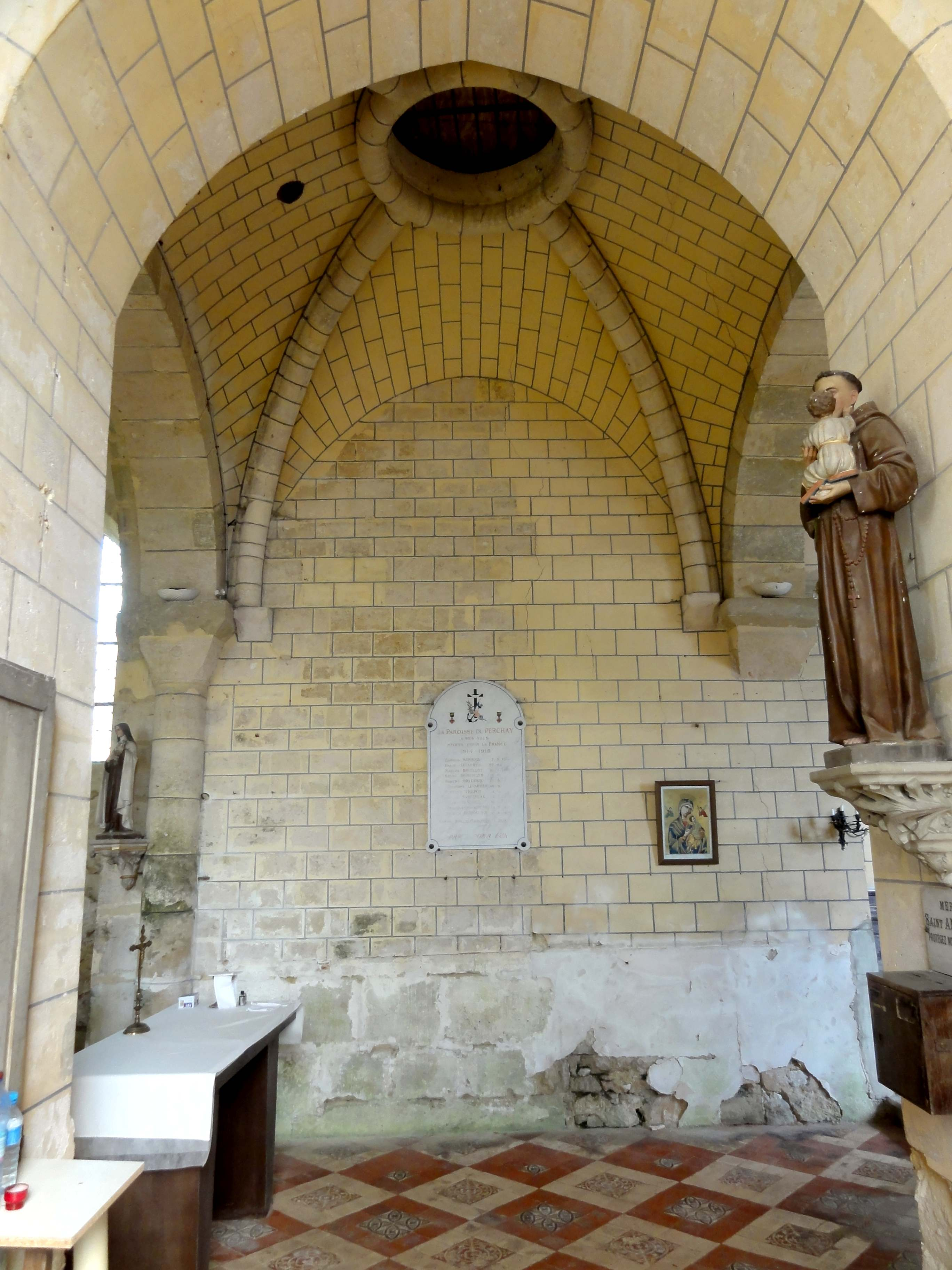
Base du clocher, vue vers le nord.
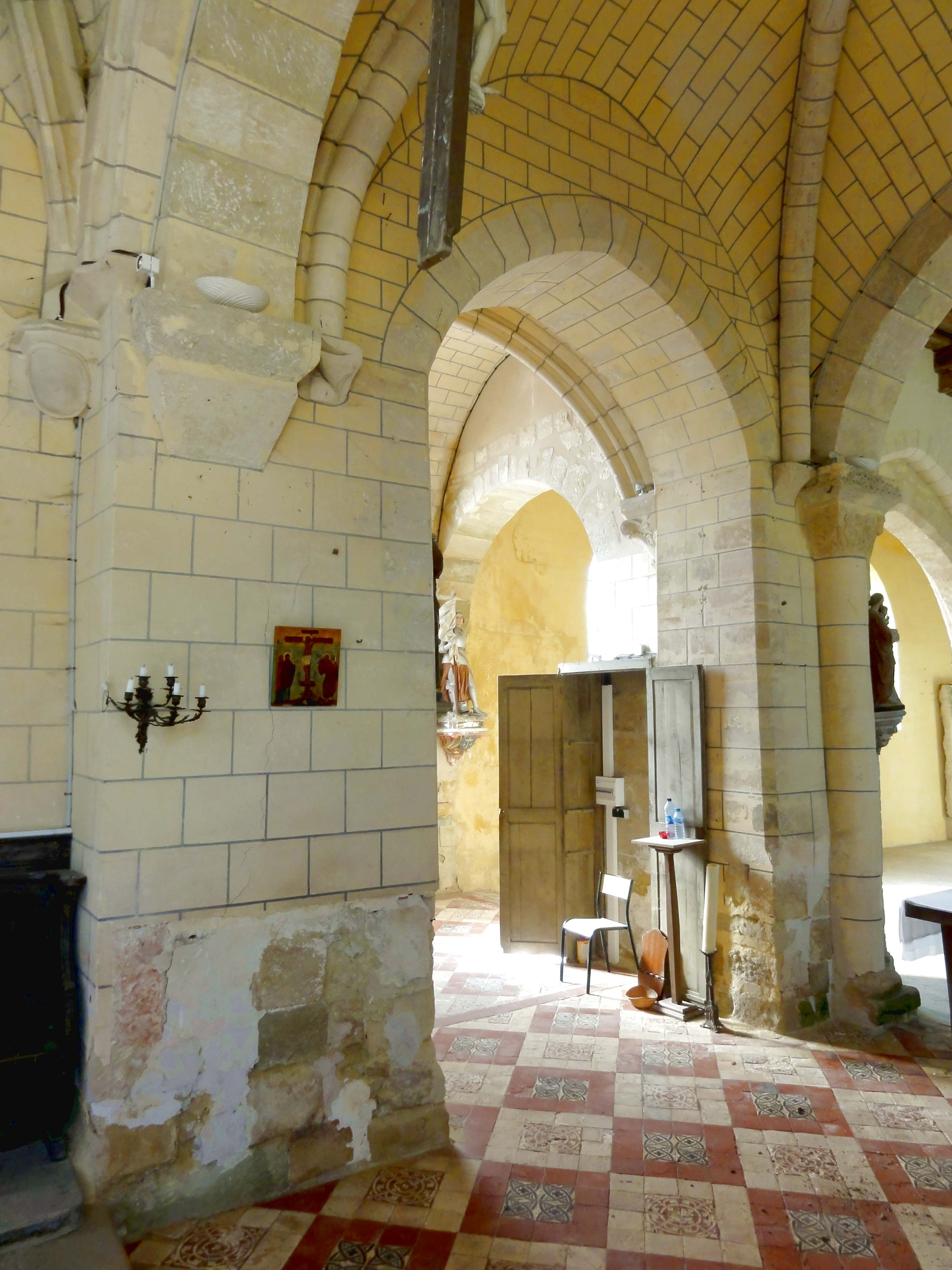
Base du clocher, vue vers le sud-ouest.
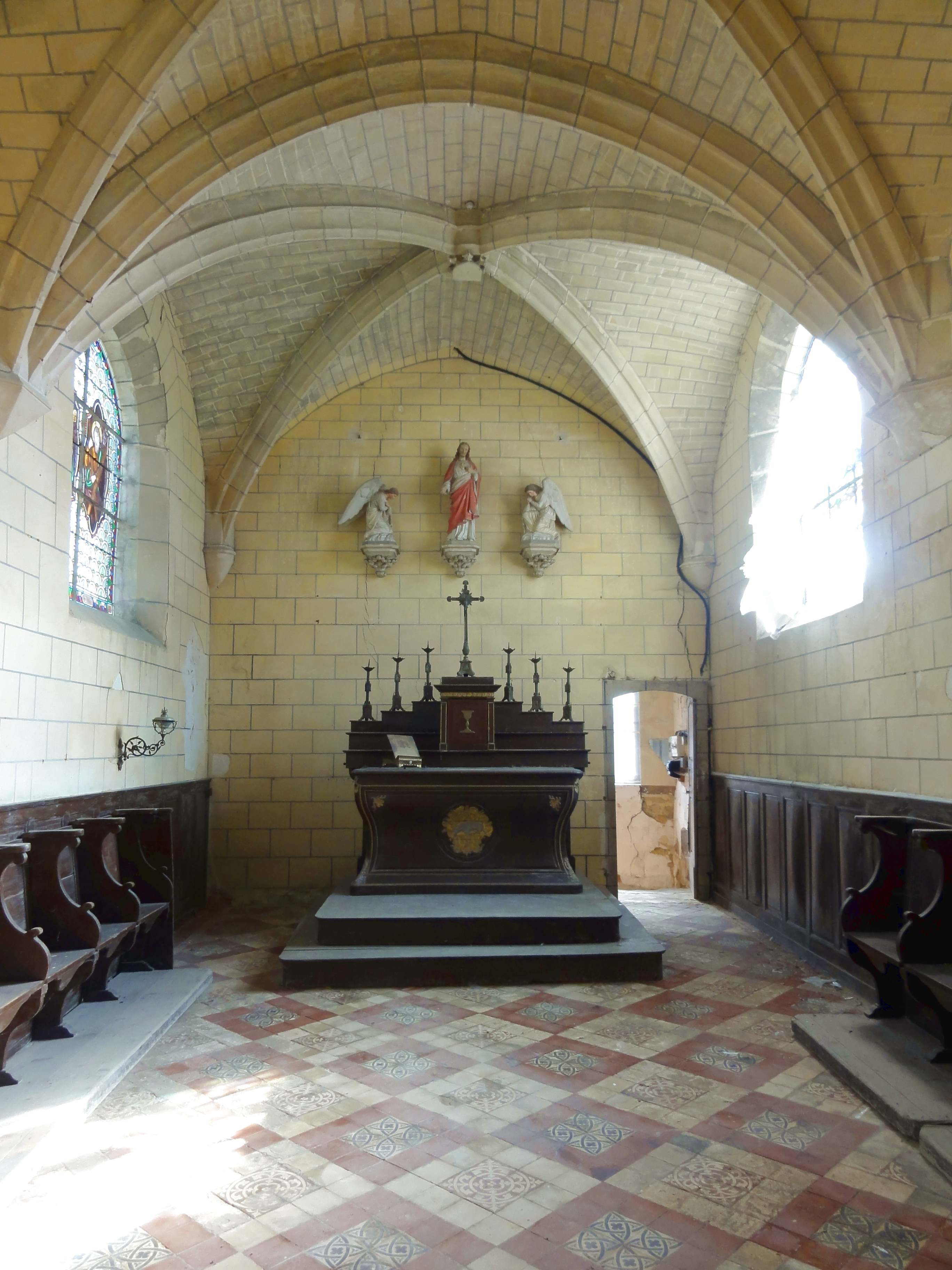
Chœur, vue vers l'est sur le chevet.
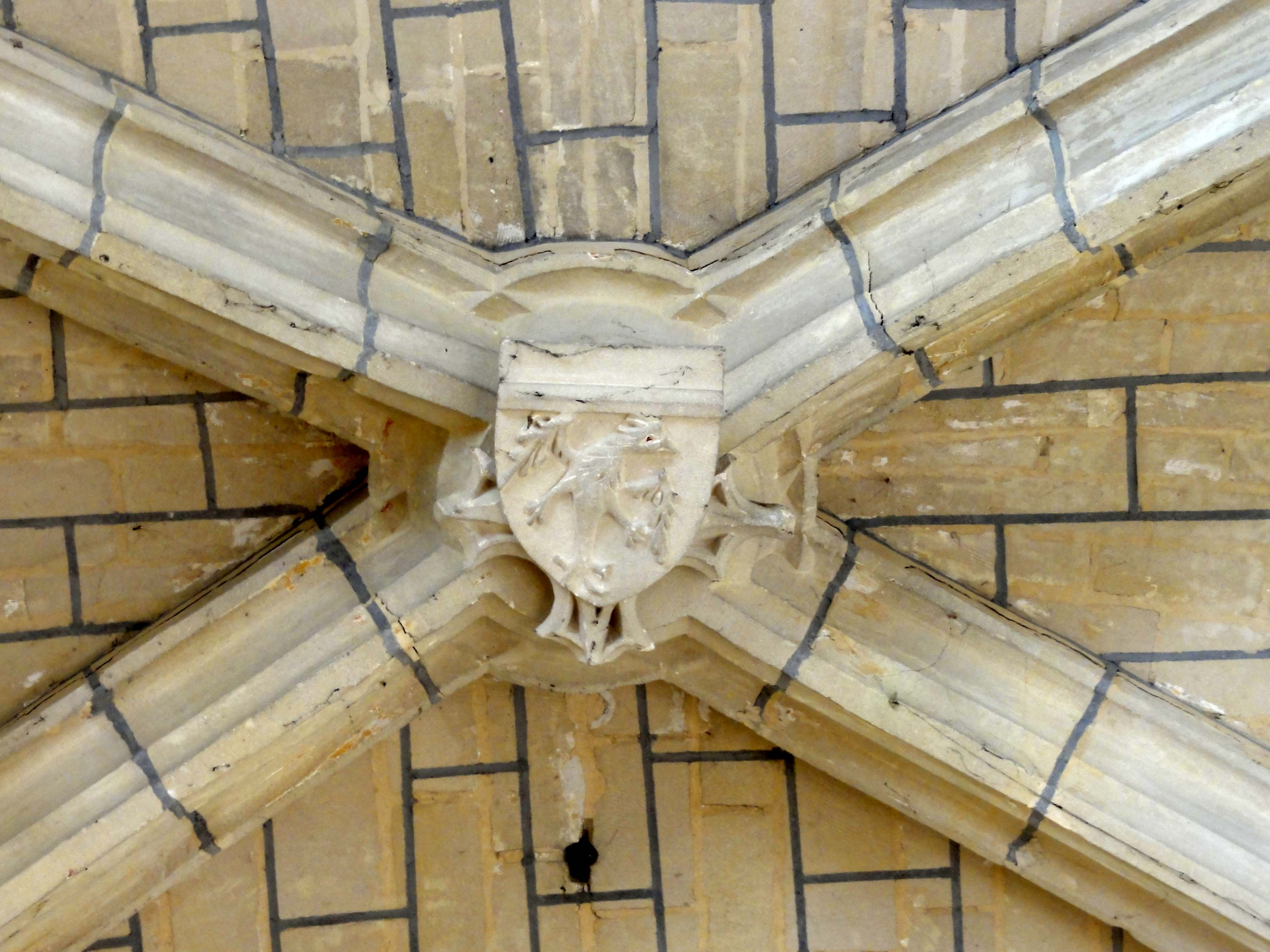
Clé de voûte de la 1re travée du chœur.

#### Croisillon sud ou chapelle de la Vierge

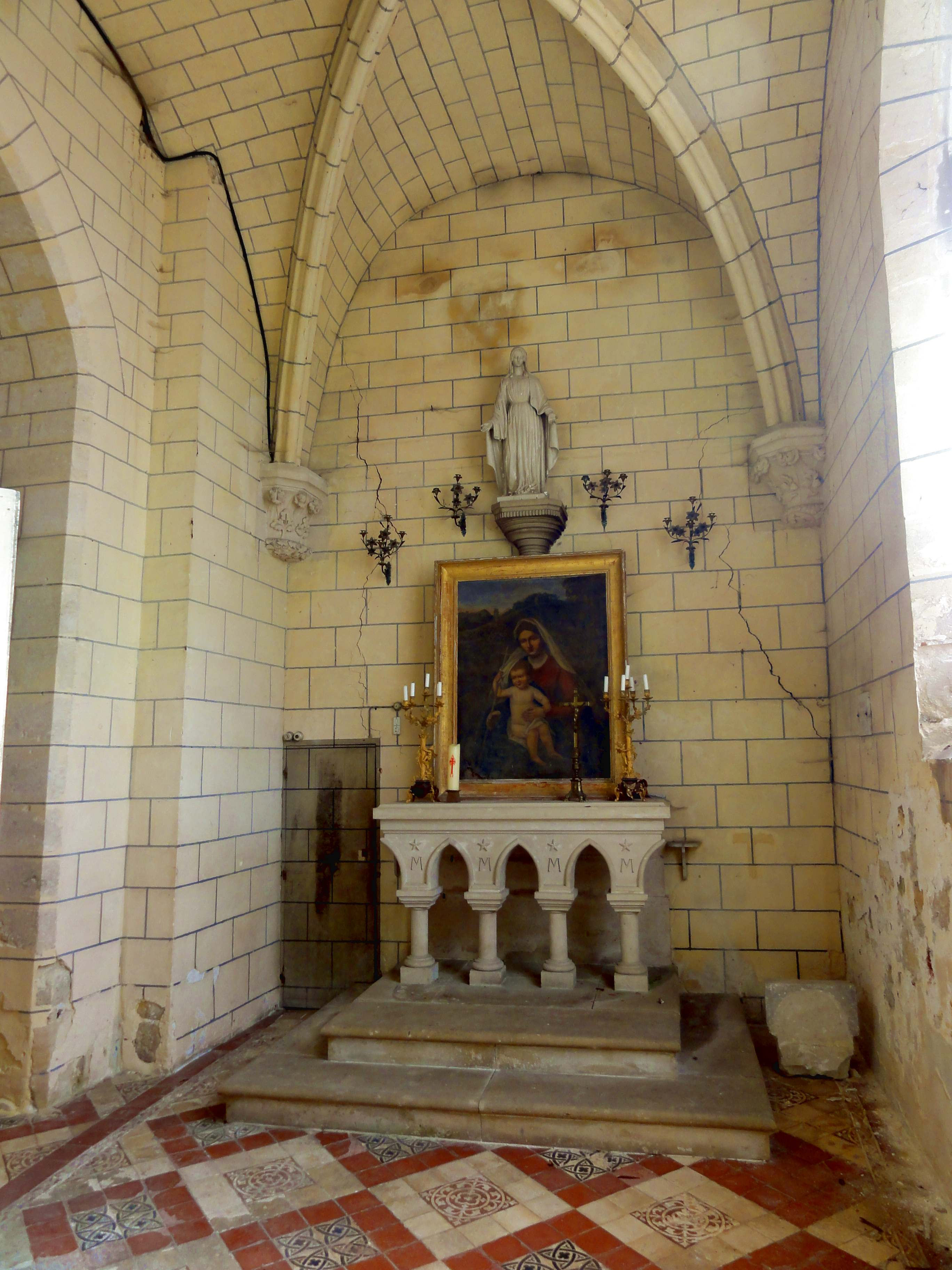
Croisillon, vue vers l'est.

Depuis le bas-côté, la chapelle de la Vierge s'ouvre par une arcade en plein cintre à arêtes vives, et sans supports. Cette arcade se fond directement dans les murs. Le croisillon, qui n'a apparemment jamais reçu un homologue au nord, constitue le prolongement du bas-côté de la nef, et son mur méridional fait directement suite à celui du bas-côté, sans aucun ressaut. Cependant, l'arcade vers la base du clocher se situe davantage au nord que les grandes arcades de la nef, car la base du clocher n'est pas aussi large que la nef. Le croisillon est donc plus large que le bas-côté, et un mur existe à droite (au nord) de l'arcade vers le bas-côté. L'arcade vers la base du clocher, également désaxée, a déjà été signalée ; contrairement à l'autre, elle a au moins les angles chanfreinés. La seule fenêtre, également au sud, est du même type que celles de la nef, du bas-côté et du chœur. Le chevet est donc aveugle. À l'intérieur, c'est l'enduit du XIXe siècle, et à l'extérieur, la cage d'escalier hors-œuvre qui empêchent de voir s'il a toujours en été ainsi. En revanche, l'on voit à l'extérieur une petite porte en plein cintre bouchée, à droite de l'autel de la Vierge en regardant depuis l'intérieur de la chapelle. La voûte d'ogives du XIIIe siècle est assez basse, plus basse que toutes les autres voûtes de l'église. Elle est elle aussi dépourvue de formerets, qui n'existent pas du tout dans l'église du Perchay. Les arcs d'inscription de la voûte sont en plein cintre. La clé de voûte n'est pas décorée. Le profil des ogives est d'un mince tore entre deux gorges et deux baguettes, qui ne sont visibles que latéralement, et nettement dégagées d'un bandeau situé en arrière-plan. Ce profil d'un effet élégant est plus avancée que celui de la base du clocher. Comme dans le chœur flamboyant, les quatre ogives sont reçues sur des culs-de-lampe, bien que la place n'aurait pas manqué pour des colonnettes, sauf dans l'angle sud-ouest, où la colonnette aurait réduite la largeur utile de l'arcade vers le bas-côté. Assez curieusement, les culs-de-lampe ne sont pas tous stylistiquement homogènes, et tous différents. Ceux près du chevet paraissent néo-gothiques. Celui dans l'angle sud-ouest semble authentique, et diffère des précédents par son tailloir polygonal au profil rudimentaire. La corbeille est sculptée de crochets, d'un rang de feuilles de chêne, et d'un rang de pommes de pin se détachant devant des feuilles plates. Le cul-de-lampe dans l'angle nord-ouest présente un tailloir du même profil, mais la corbeille est sculptée de volutes corinthiennes à l'angle, et de croix de Lorraine à gauche et à droite, ce qui trahit également une création du XIXe siècle.

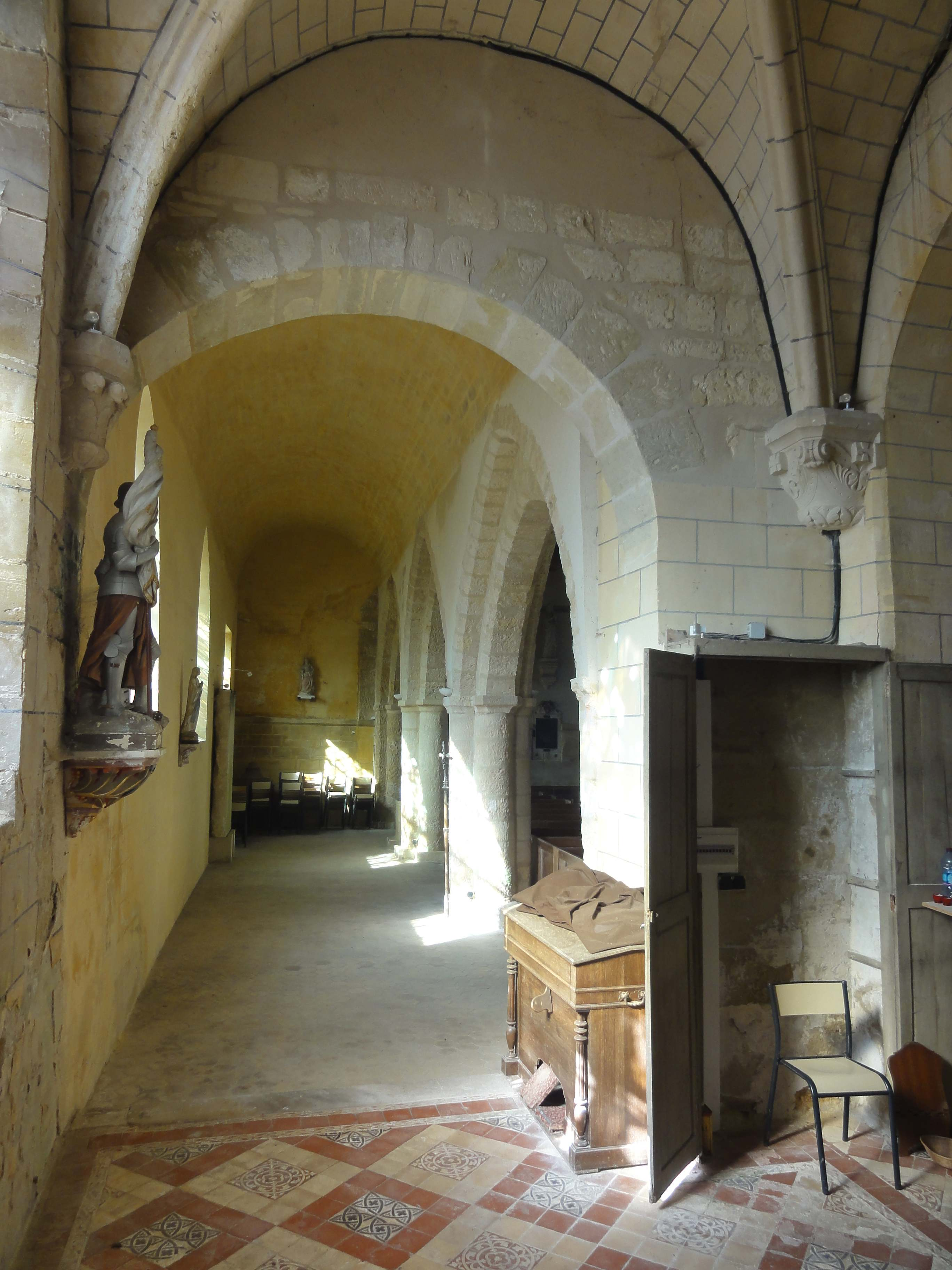
Vue vers l'ouest.
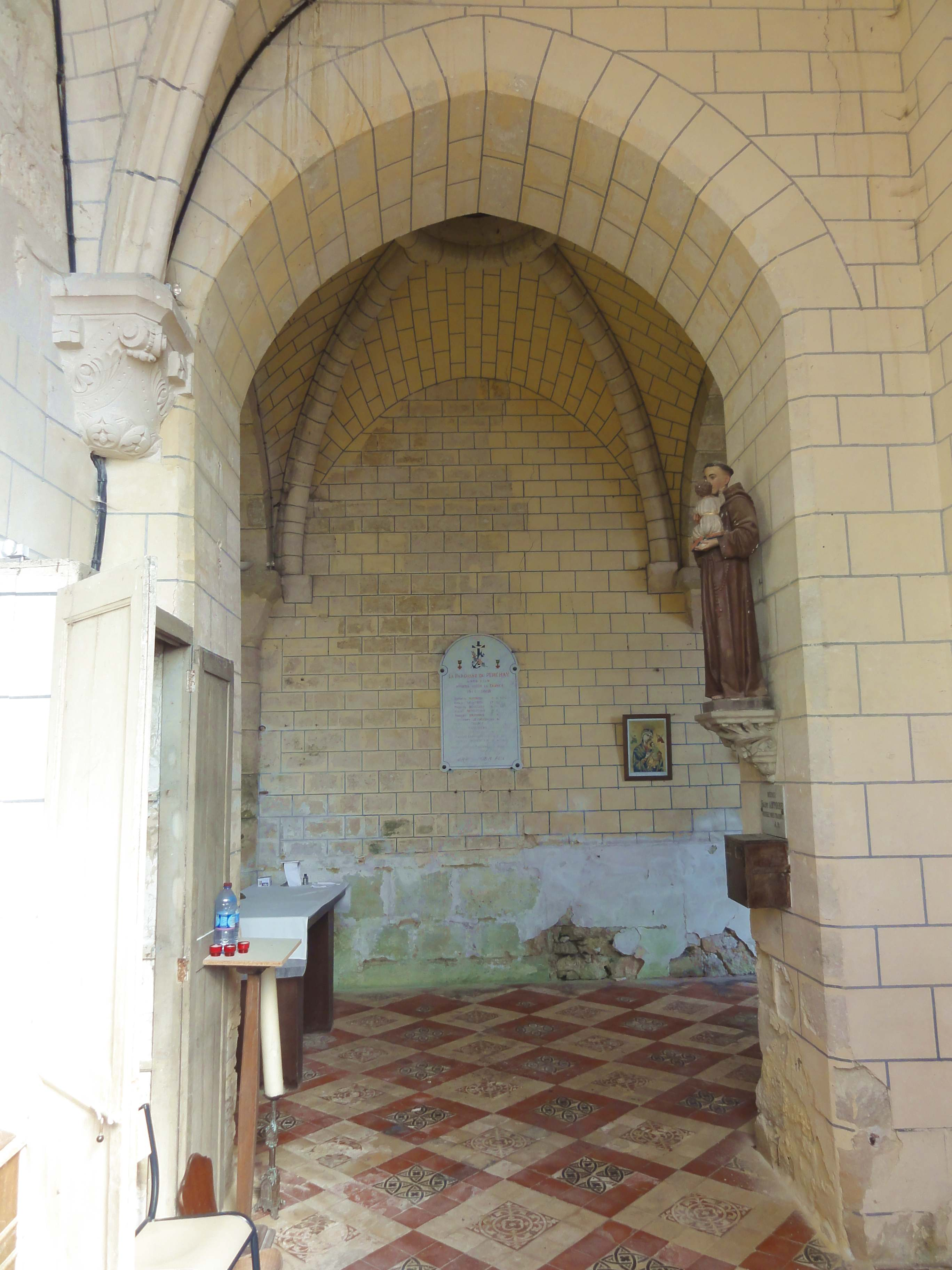
Vue vers le nord.
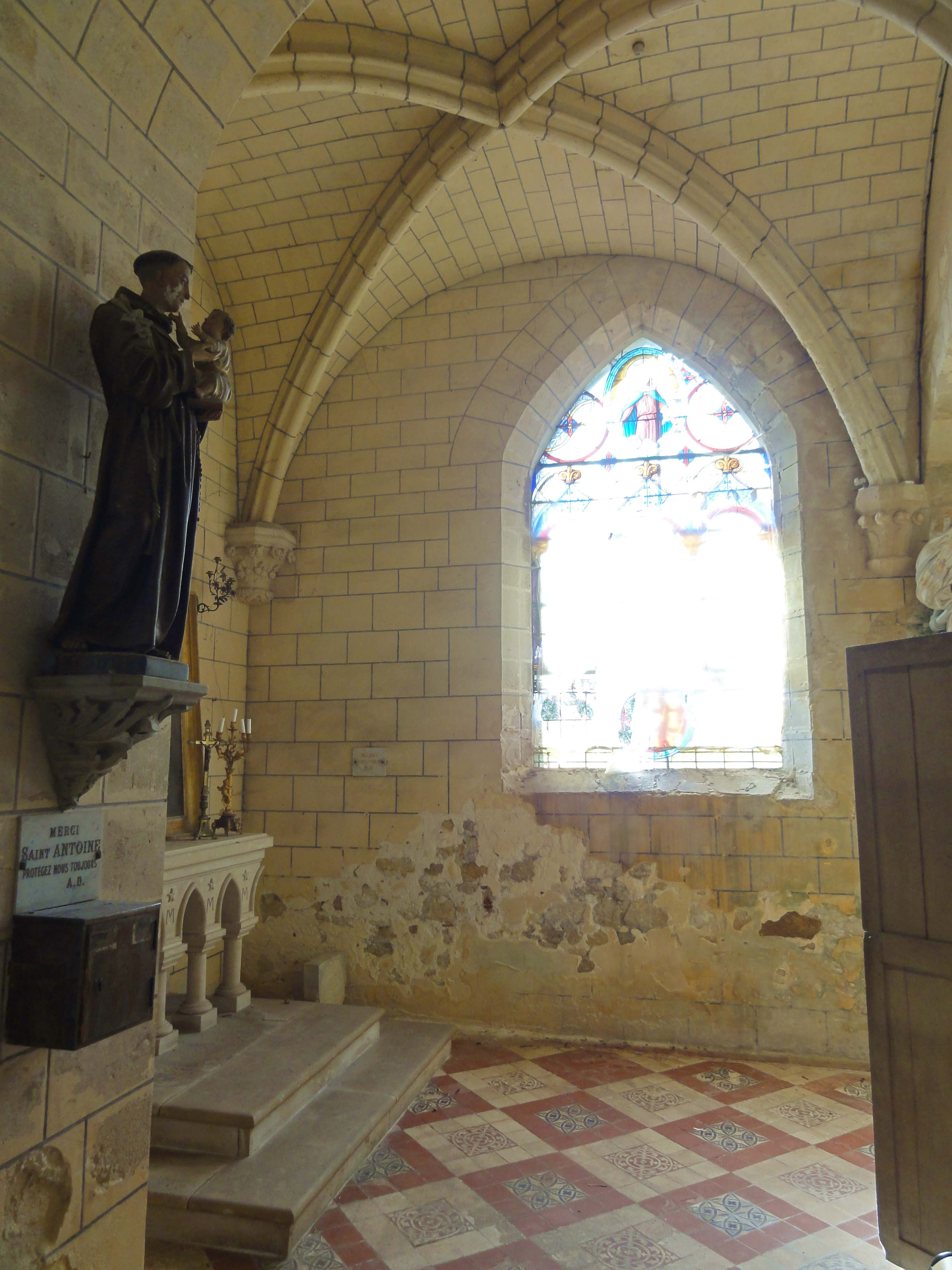
Vue vers le sud.
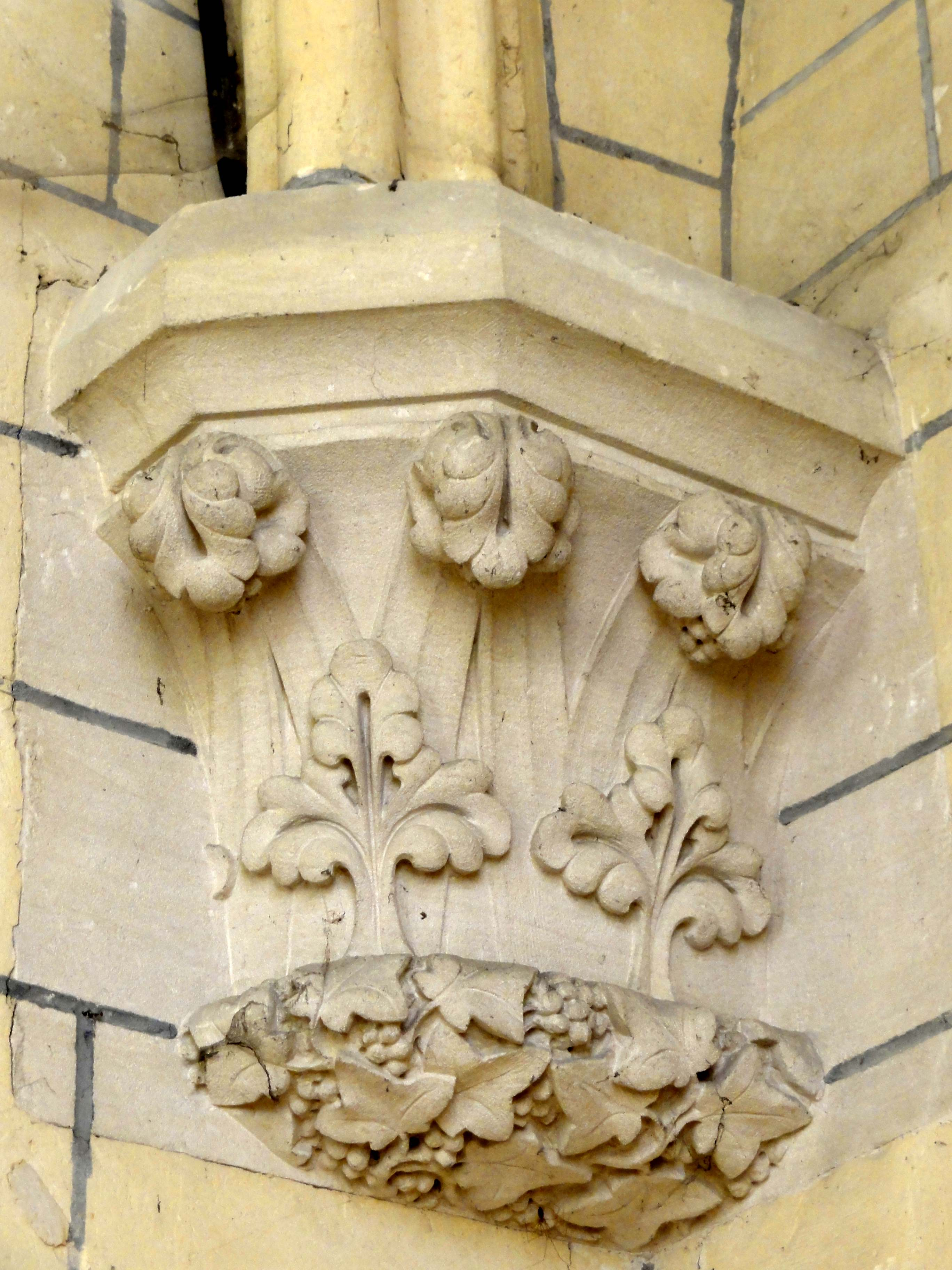
Cul-de-lampe XIXe.
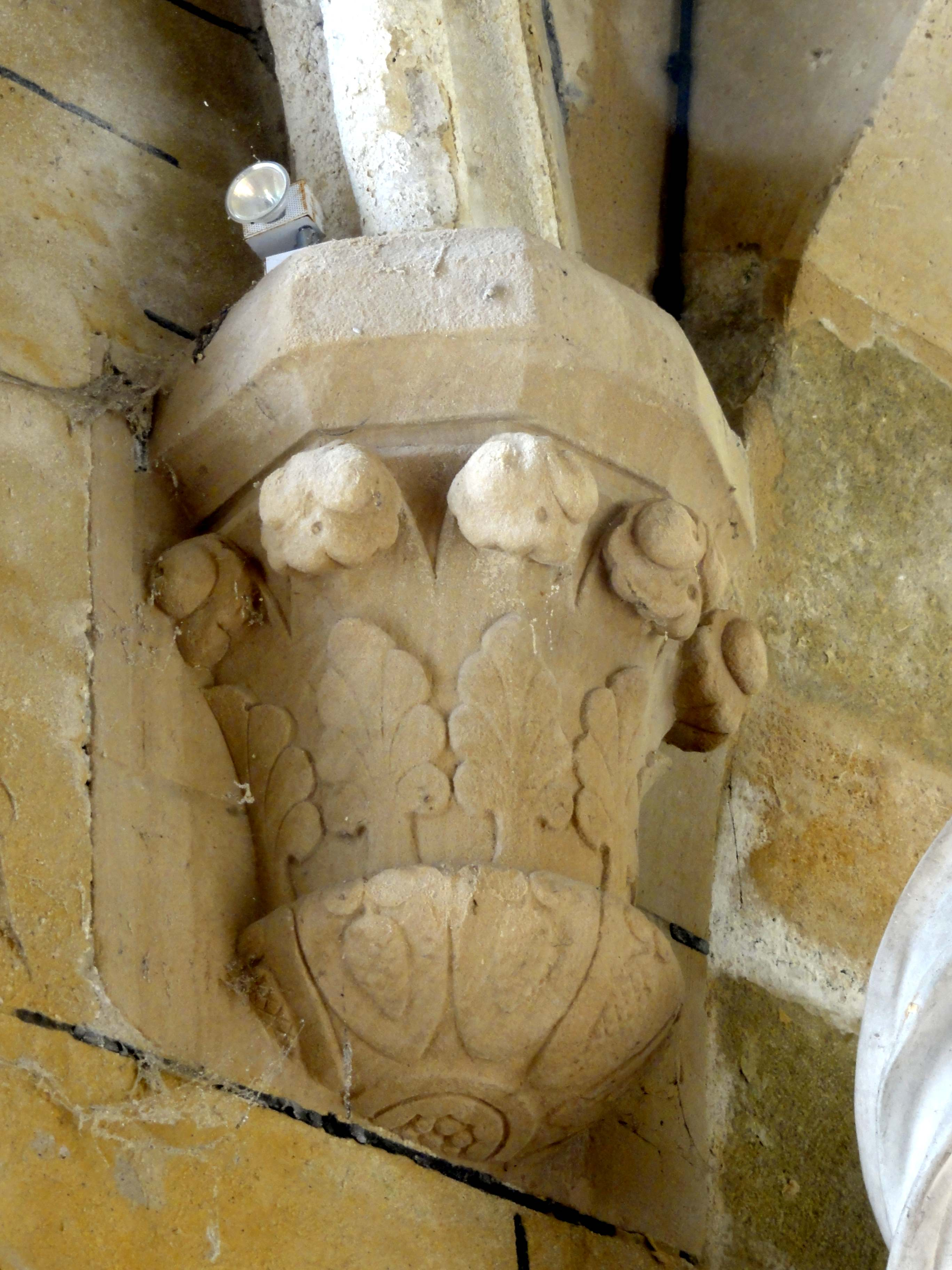
Cul-de-lampe XIIIe.
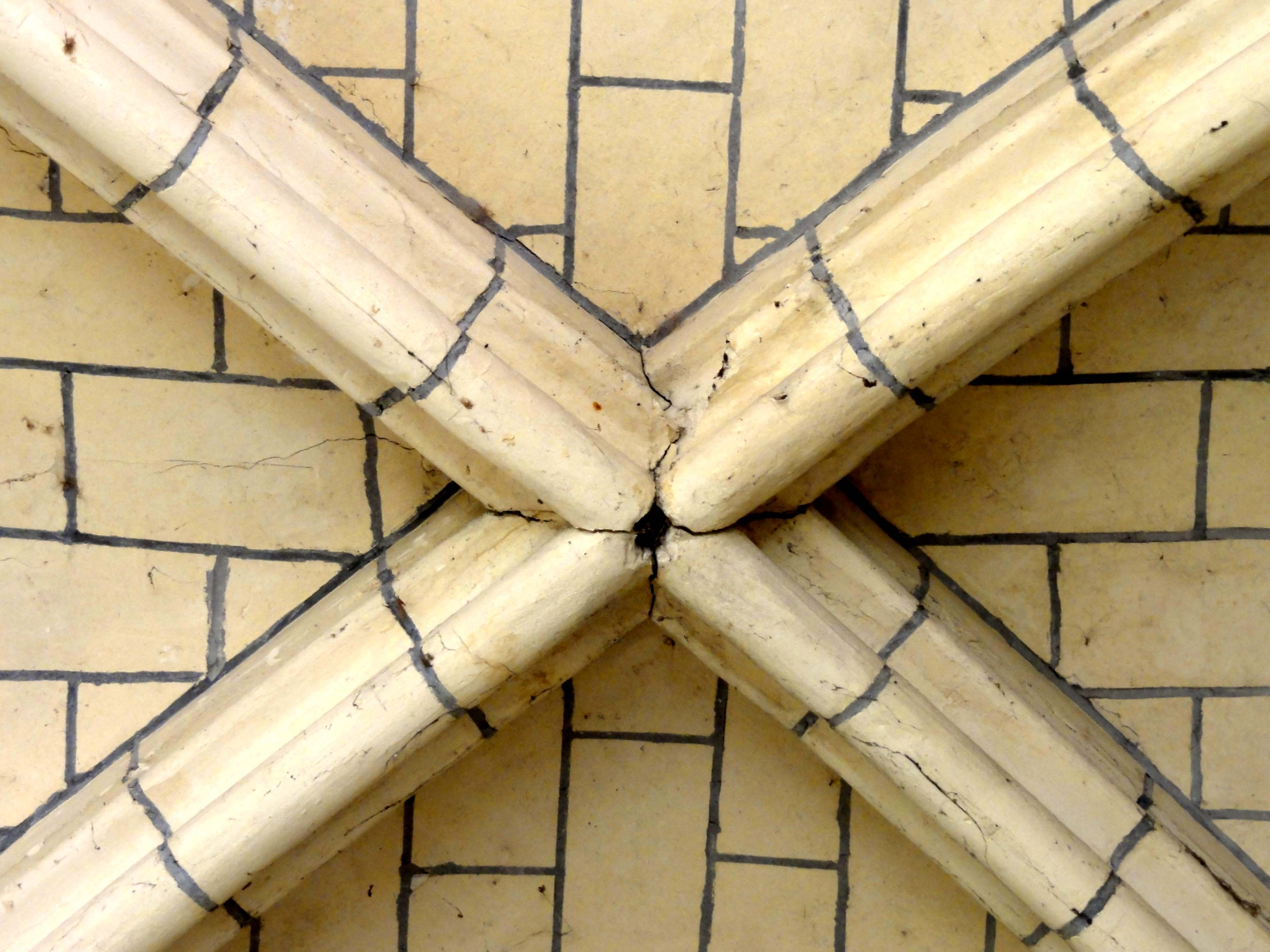
Clé de voûte.

### Extérieur

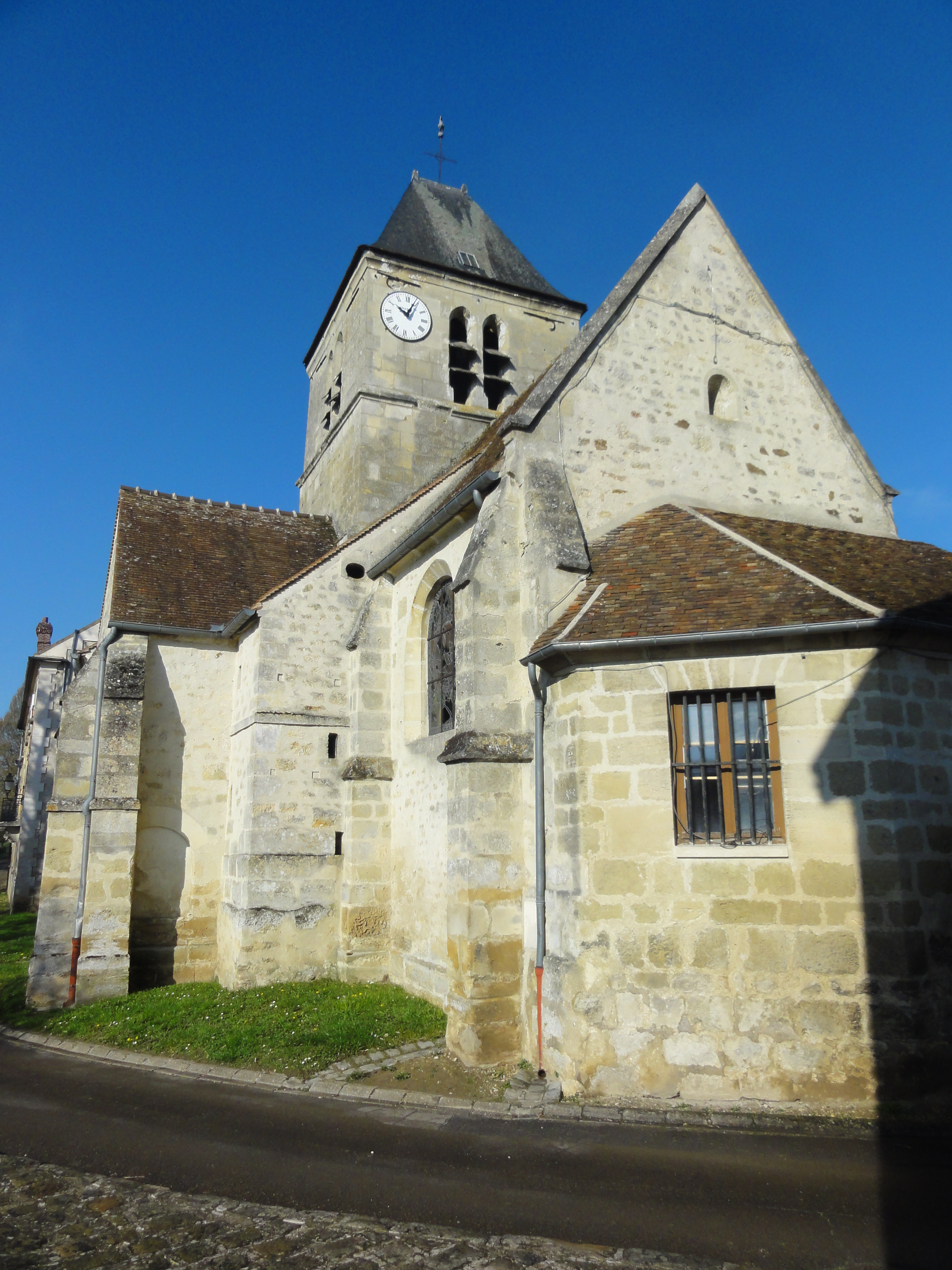
Vue depuis l'est.

Le mur gouttereau sud du bas-côté et de la chapelle de la Vierge, le clocher et la sacristie sont bâtis en pierres de moyen appareil assez réguliers. L'on constate à l'extérieur que la fenêtre rectangulaire de la première travée du bas-côté n'est autre que la partie supérieure d'un portail bouché. La nef, le mur oriental de la chapelle, la cage d'escalier et le chœur sont bâtis en moellons noyés dans un mortier, sauf pour les contreforts et les pourtours des fenêtres. Tous les contreforts au sud et ceux du chœur au nord sont du même type. Ils sont scandés par un larmier présent sur les trois faces à mi-hauteur, et s'amortissent par un glacis formant larmier. Le mur de la nef n'est épaulé que par un unique contrefort, qui se situe près de l'angle nord-ouest de l'édifice. 
L'étage de beffroi du clocher roman a été démoli et remplacé par un nouvel étage à la période flamboyante. On y lit, à gauche de l'élévation orientale, le millésime de 1738, mais selon l'avis de Bernard Duhamel et Monique Richard-Rivoire, cette année devrait correspondre à une simple restauration. Les deux étroites baies géminées en tiers-point qui ajourent chacune des quatre faces correspondent bien au style flamboyant, de même que le larmier en profil de doucine qui court autour de la tour à l'appui des baies, et la corniche très simple limitée à une plate-bande et un cavet. Le chœur possède par ailleurs une corniche analogue. En somme, l'architecture de l'étage est absolument fruste, comme à Bennecourt, Longuesse, Trie-la-Ville et Villers-en-Arthies, mais l'appareil en pierre de taille est néanmoins très soigné. Au nord, le contrefort de gauche est un contrefort plat roman, qui s'arrête immédiatement sous le larmier en bas de l'étage de beffroi. Le contrefort de droite épouse la silhouette de la partie débordante du mur oriental de la nef. Il n'y a pas de contreforts visibles à l'est, au sud et à l'ouest,.
Hormis le contrefort du clocher, le portail, au nord de la nef, est le dernier morceau d'architecture romane visible à l'extérieur de l'église. Il n'est toutefois plus complet, et a perdu son homogénéité stylistique. En effet, sous la double archivolte moulurée de deux tores accompagnés d'une gorge, et entre les deux paires de colonnettes à chapiteaux, une porte rectangulaire a été construite. Les piédroits, le linteau appareillé et le tympan cimenté sont donc modernes, et dénués de tout caractère. Un bandeau doublement biseauté surmonte encore l'archivolte, mais les tailloirs des chapiteaux ont été arasés, et les bases des colonnettes appareillées ont subi le même sort. Restent deux chapiteaux romans à gauche du portail, qui sont dignes d'intérêt, et profondément différents de ceux que l'on voit dans la base du clocher. Le chapiteau de gauche est sculpté de deux crossettes adossées ou croisées sur chaque face, et montre l'arrachement d'une figure d'angle. Le chapiteau de droite est l'un des très rares chapiteaux à figures sur les portails romans du Vexin. Il représente, selon Pierre Coquelle, deux diables qui se contorsionnent. Lors de la restauration du début des années 1990, les deux colonnettes à chapiteaux à droite du portail, et l'une des bases à gauche du portail, ont été entièrement refaites. Ici, la sculpture des chapiteaux est seulement ébauchée. Pour ne pas imiter les errements des restaurateurs du XIXe siècle, l'on n'a donc pas cherché à imiter des chapiteaux romans intacts, quitte à réinventer les motifs, mais simulé un état de dégradation normal au bout de huit siècles et demi. La comparaison avec les chapiteaux authentiques montre que l'objectif n'est pas atteint, car si ces derniers sont effectivement dégradés, l'on voit que la sculpture était primitivement beaucoup plus fouillé.

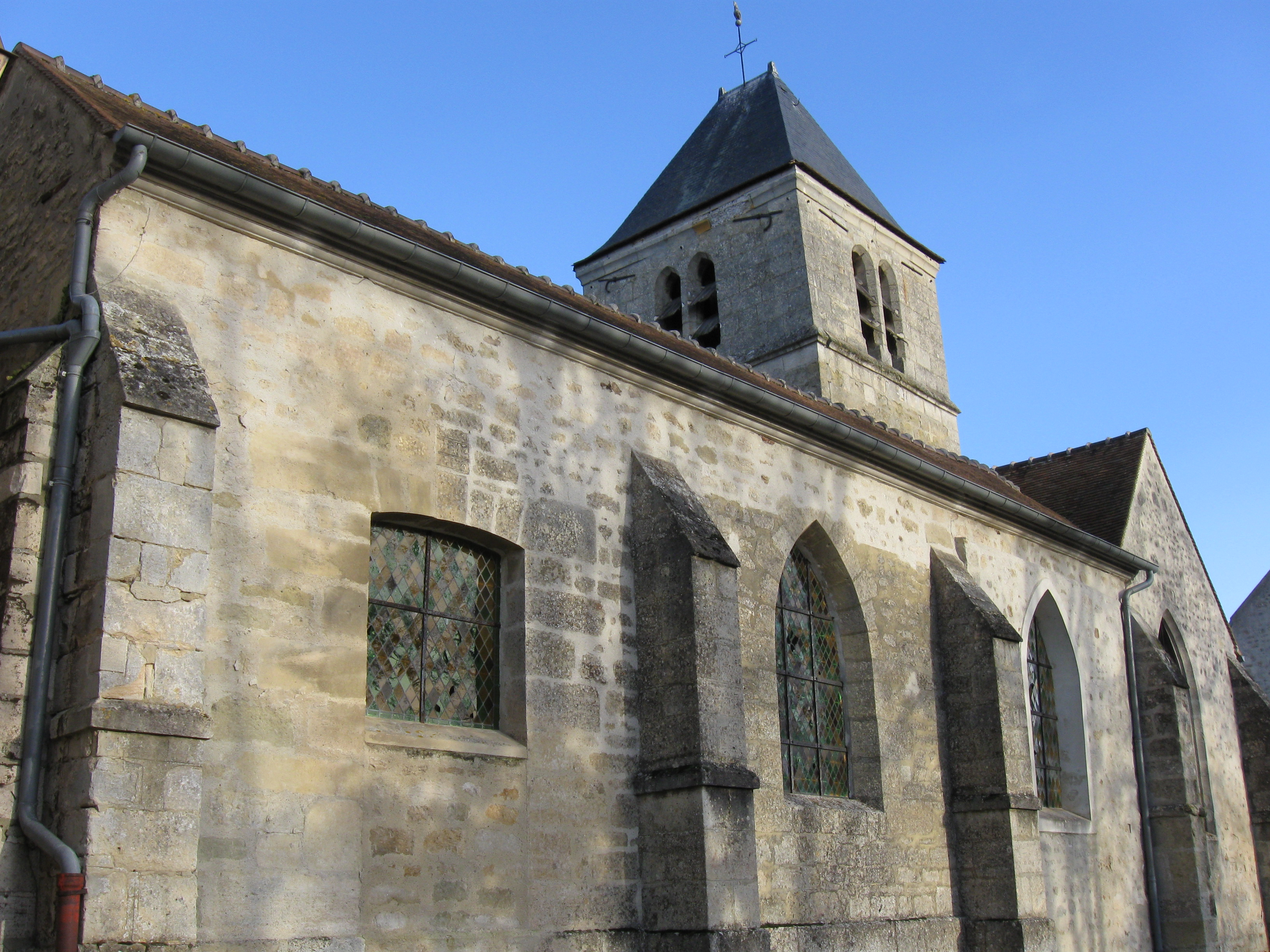
Vue depuis le sud-ouest.
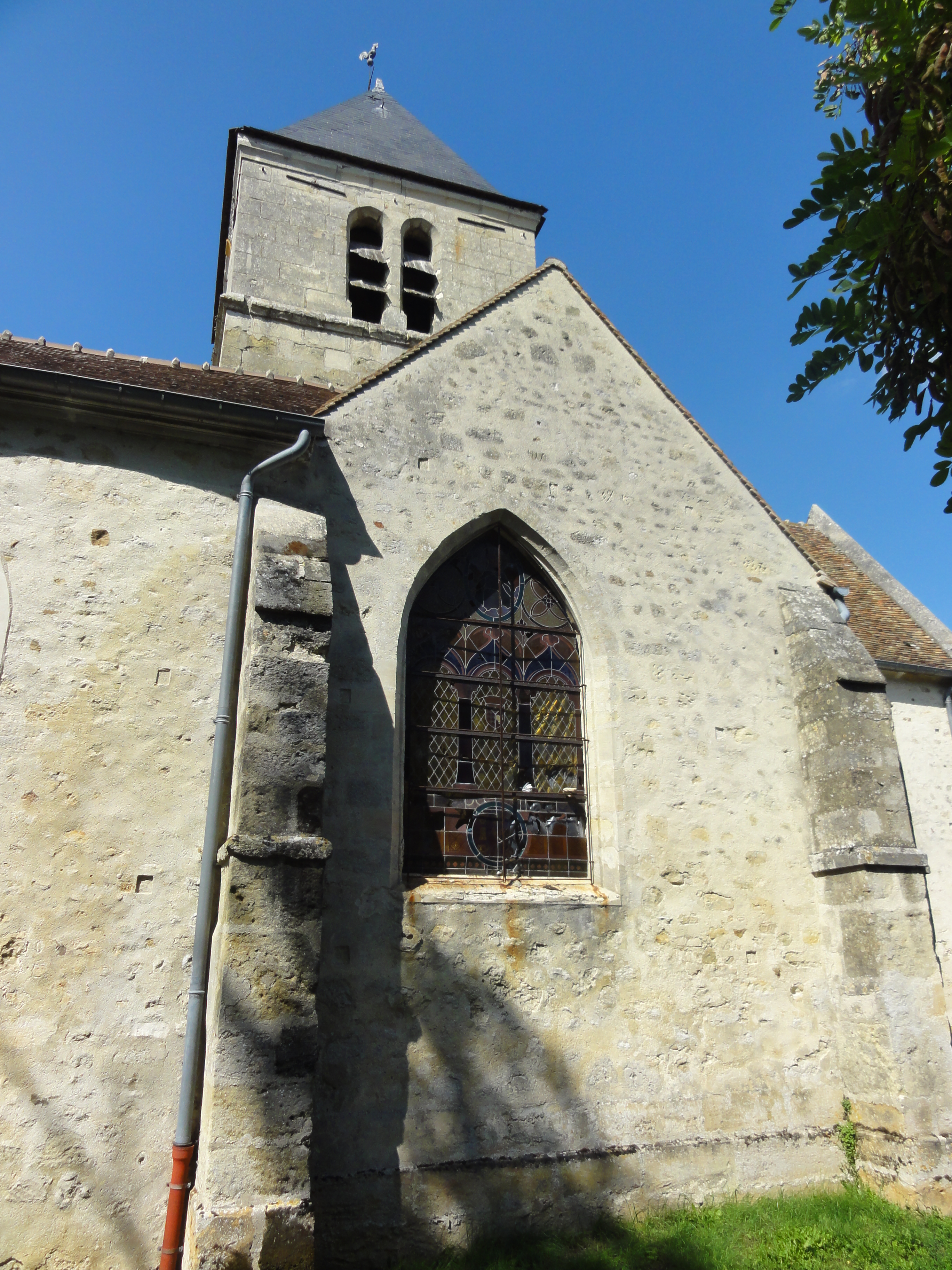
Croisillon sud et clocher.
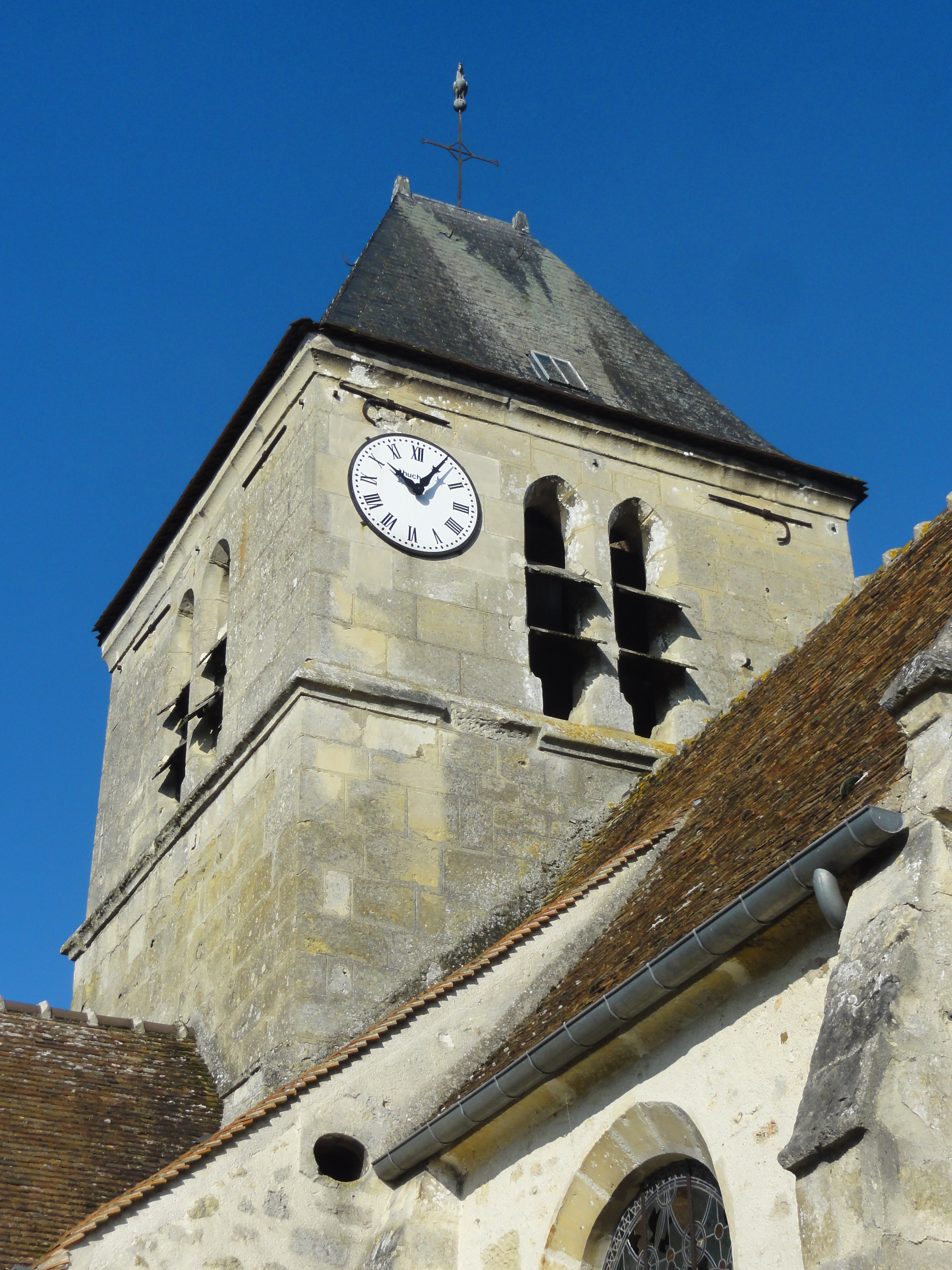
Clocher, vue depuis le sud-est.
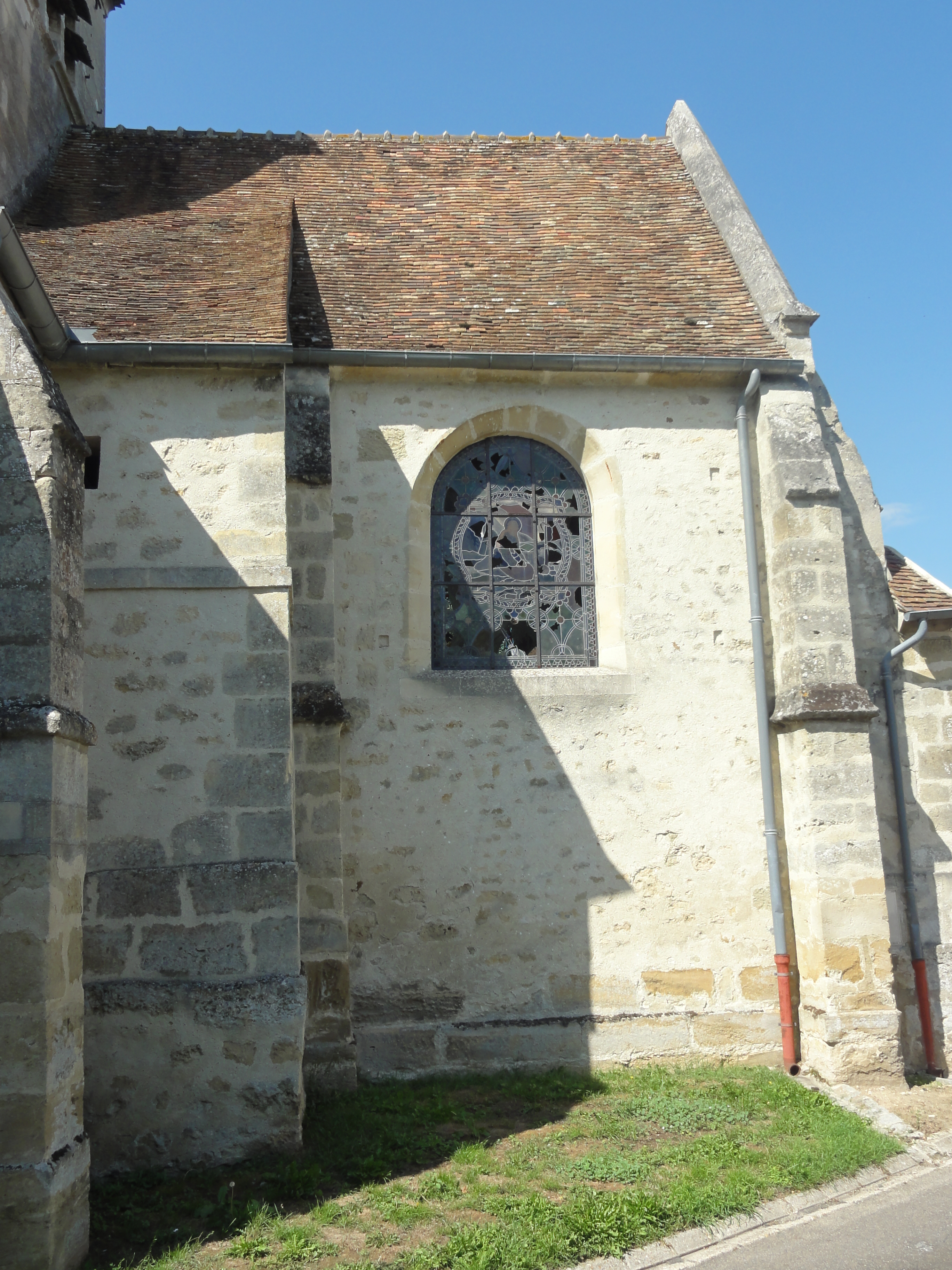
Chœur, côté sud.
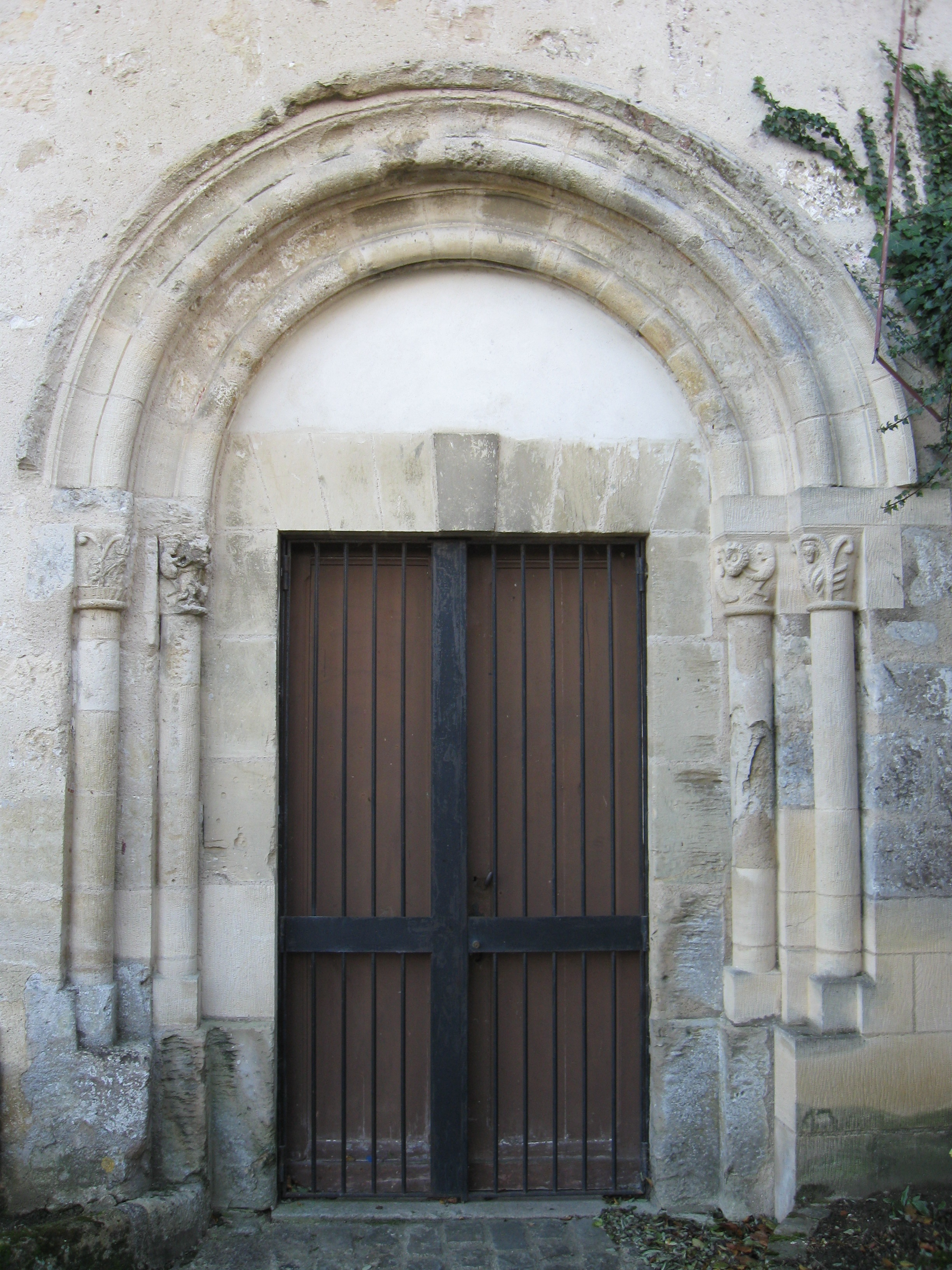
Portail roman au nord de la nef.
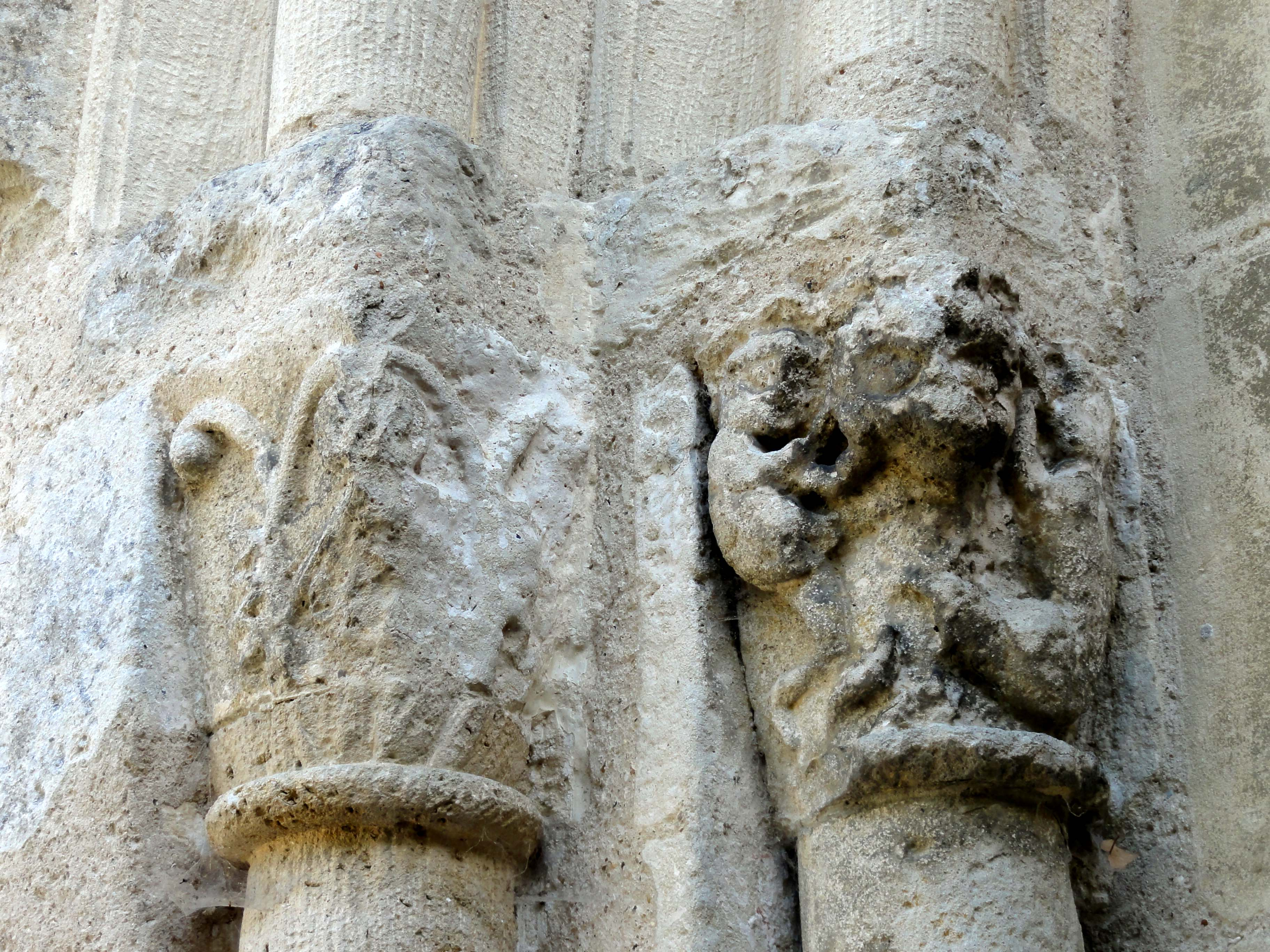
Chapiteaux d'origine à gauche du portail.

## Mobilier

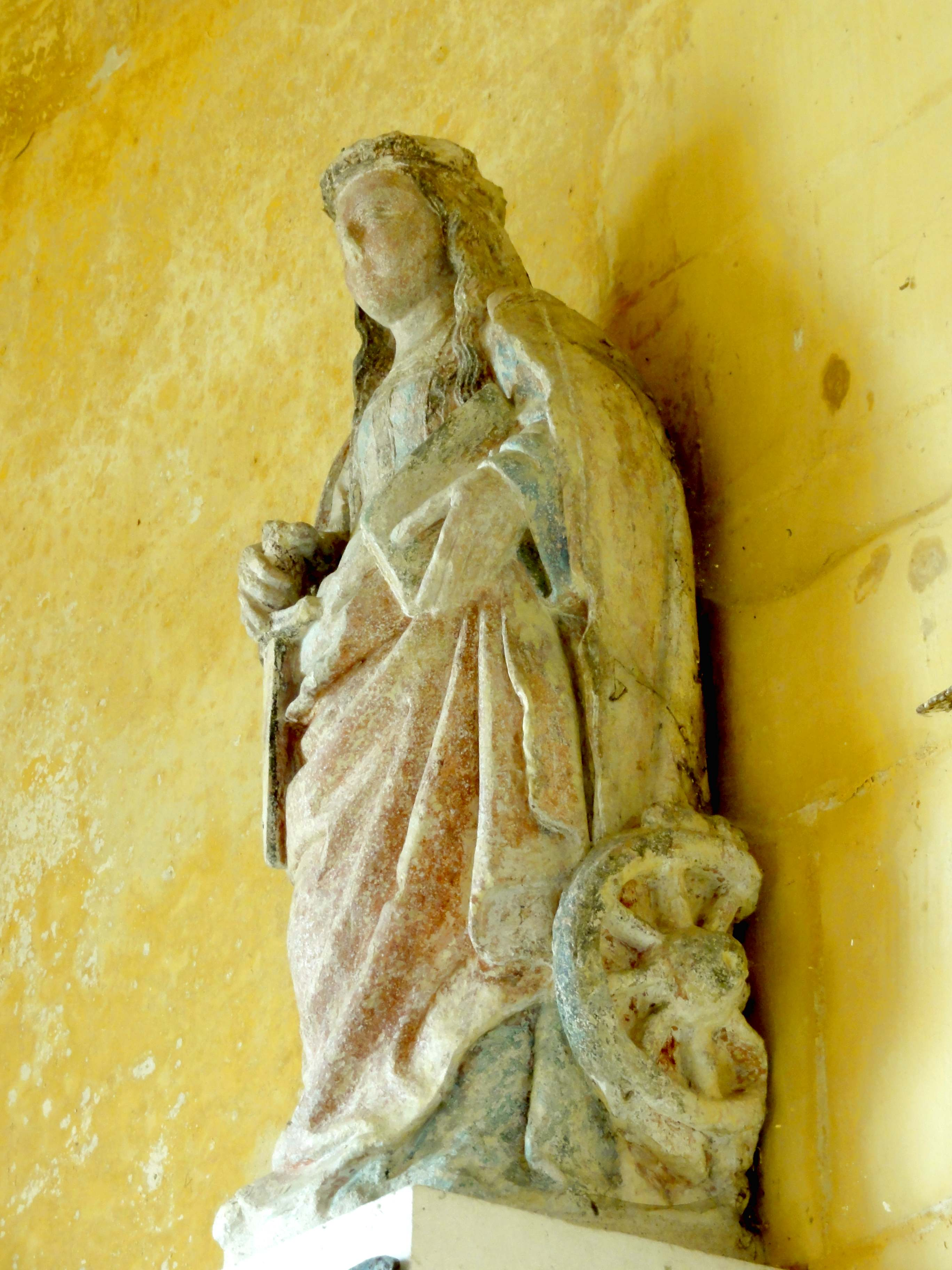
Statue de sainte Catherine d'Alexandrie.

Parmi le mobilier de l'église, deux éléments sont classés monument historique au titre objet. Il s'agit d'une dalle funéraire à effigies gravées et d'une statue de sainte Catherine. La dalle funéraire a été redressée contre le mur latéral du bas-côté. Elle mesure environ 195 cm de hauteur pour 108 cm de largeur, et date du tout début du XVe siècle. L'identité des deux défunts n'est pas tout à fait claire. Il pourrait s'agir d'un seigneur du Perchay, peut-être celui qui mourut en 1400 et après la mort duquel Isabeau du Perchay porta cette seigneurie dans la maison de Guiry. De l'épitaphe, l'on ne peut plus déchiffrer que les mots suivants : « Cy gist monseigneur Jehan … jadis … decembre le jour de la Saint Michel pries Dieu pour l'ame de li ». Cette dalle est classée depuis novembre 1908 (sans illustration). La statue de sainte Catherine est en pierre polychrome. Elle mesure 78 cm de hauteur, et date du XVIe siècle. La sainte est accompagnée d'une roue, instrument de son martyre, son principal attribut. Elle tient une courte épée dans sa main droite, et un livre fermé dans sa main gauche. La lame de l'épée est réduite de moitié, et le nez est partiellement cassé. L'œuvre est classée depuis octobre 1963, et a été restaurée au cours des années 2000. D'autres éléments du mobilier dignes d'intérêt sont une plaque de fondation dans un encadrement architecturé fortement abîmé, au milieu du mur occidental ; le banc d'œuvre à côté du portail ; le tableau peint à l'huile sur toile représentant la Vierge à l'Enfant, au-dessus de l'autel de la Vierge dans le croisillon sud ; et les trois verrières hagiographiques de la seconde moitié du XIXe siècle dans le chœur et le croisillon, dont deux sont malheureusement cassées. Au nord du sanctuaire, l'on trouve saint Raoul, rarement représenté, et saint André. Également anciens, mais d'une facture rustique, sont les fonts baptismaux au début du bas-côté. Ils se présentent sous la forme d'une grande cuve baptismale à infusion taillée dans un bloc de pierre monolithe. Elle est de plan octogonal, et non évasée. La décoration se limite à un tore sous la bordure, et une double plinthe à la base. Cette cuve est directement placée sur une grande dalle de pierre également octogonale, et dépourvue de pied.

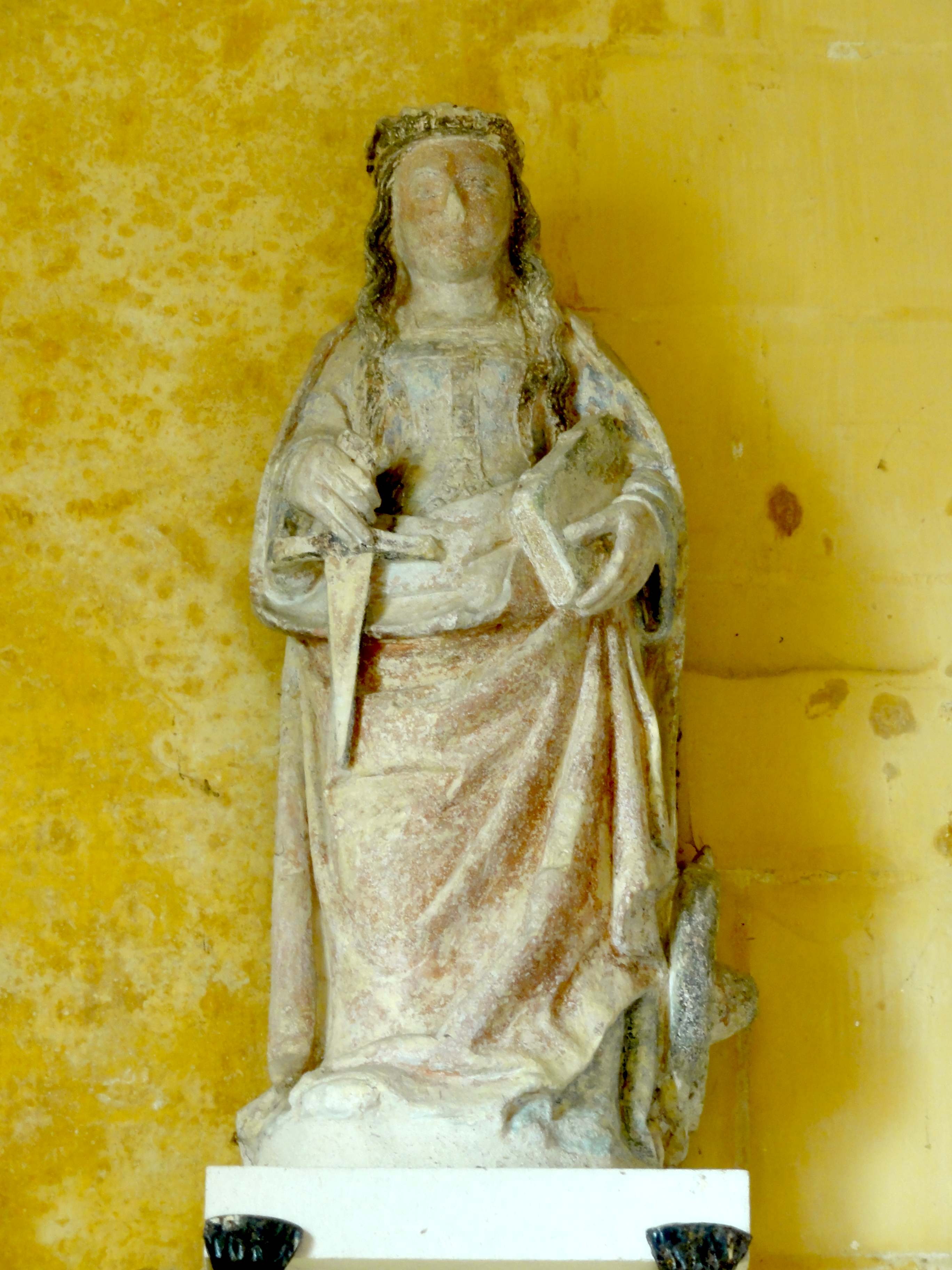
Sainte Catherine, vue de face.
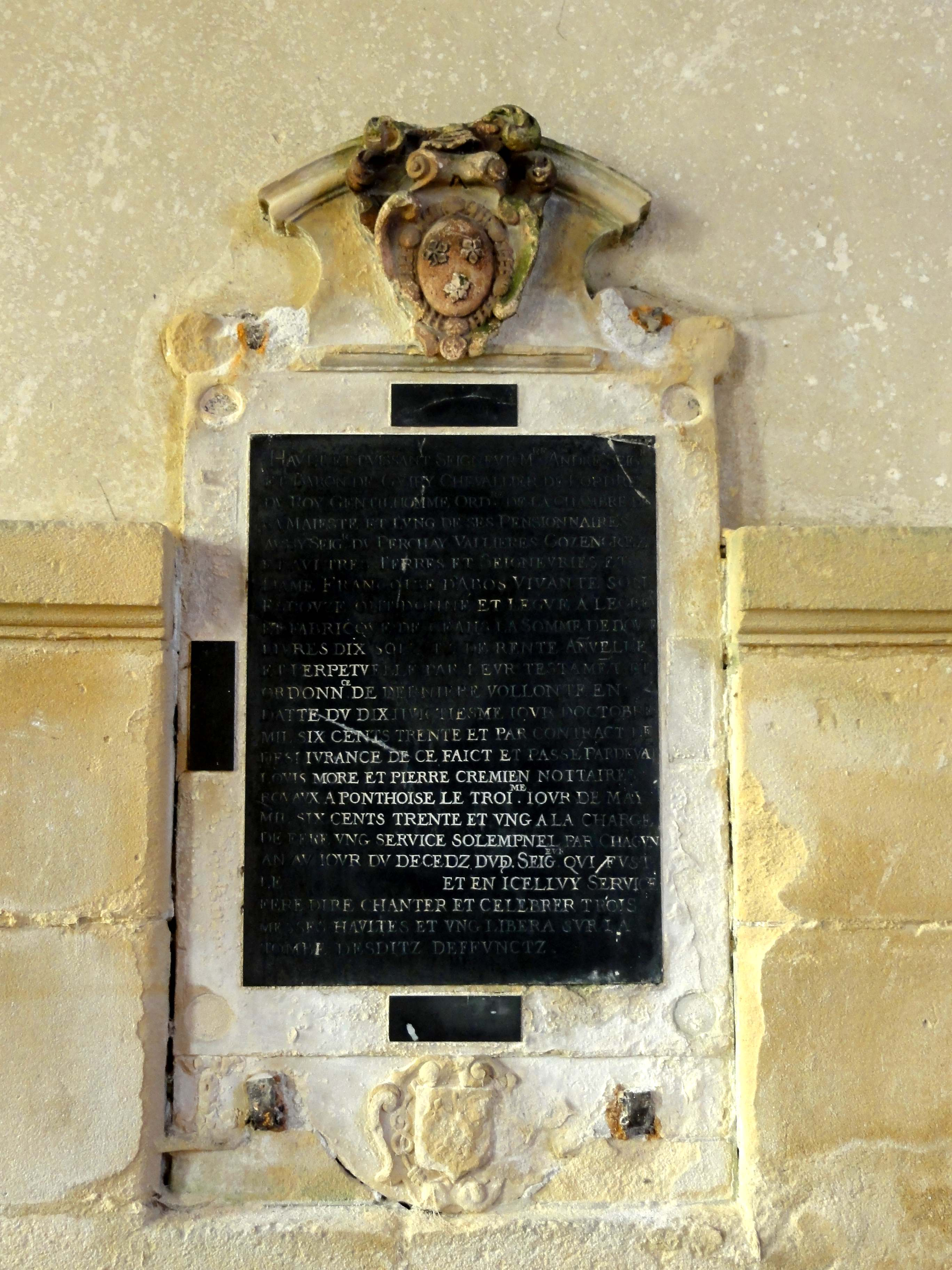
Plaque de fondation.
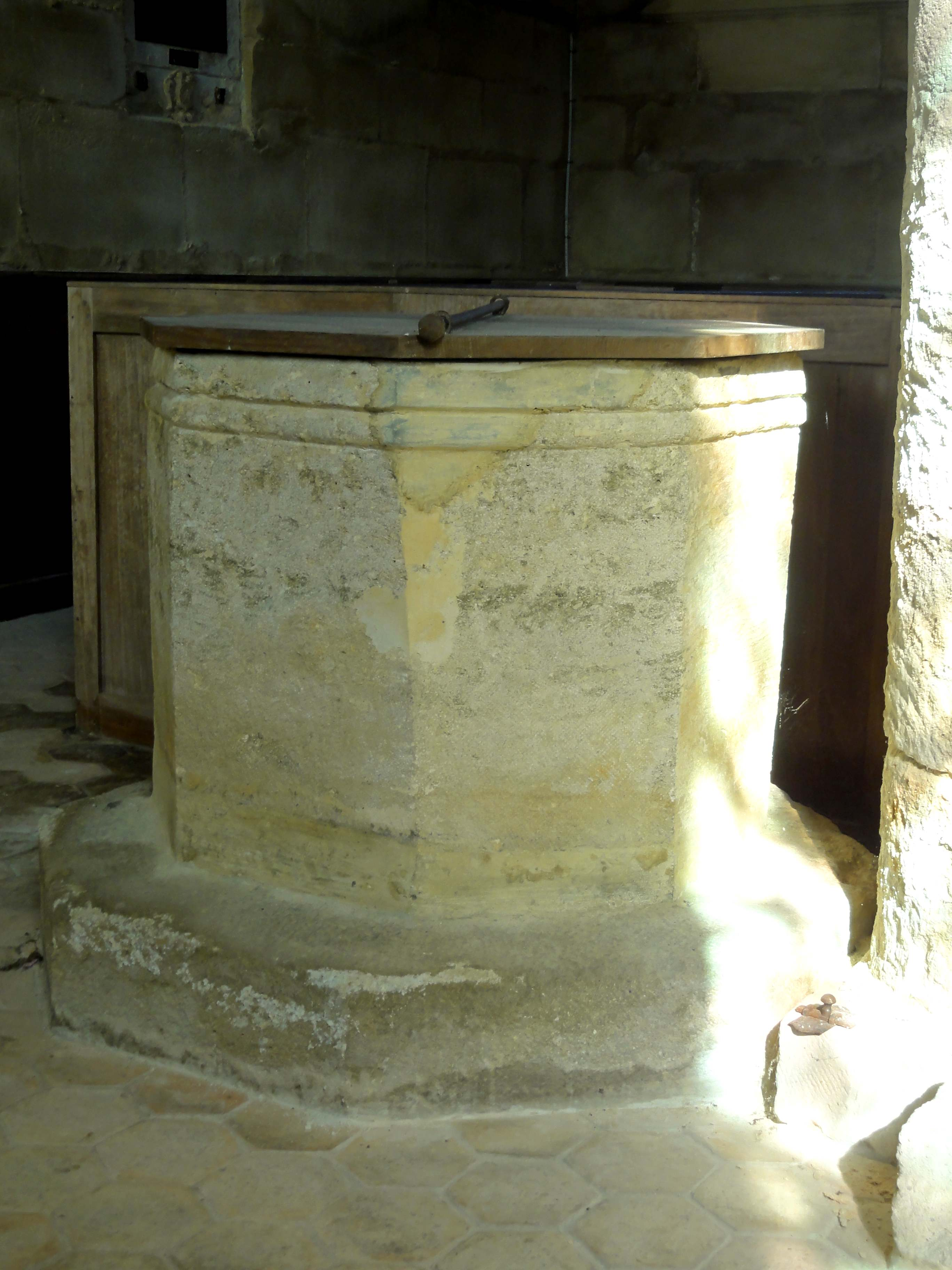
Fonts baptismaux.
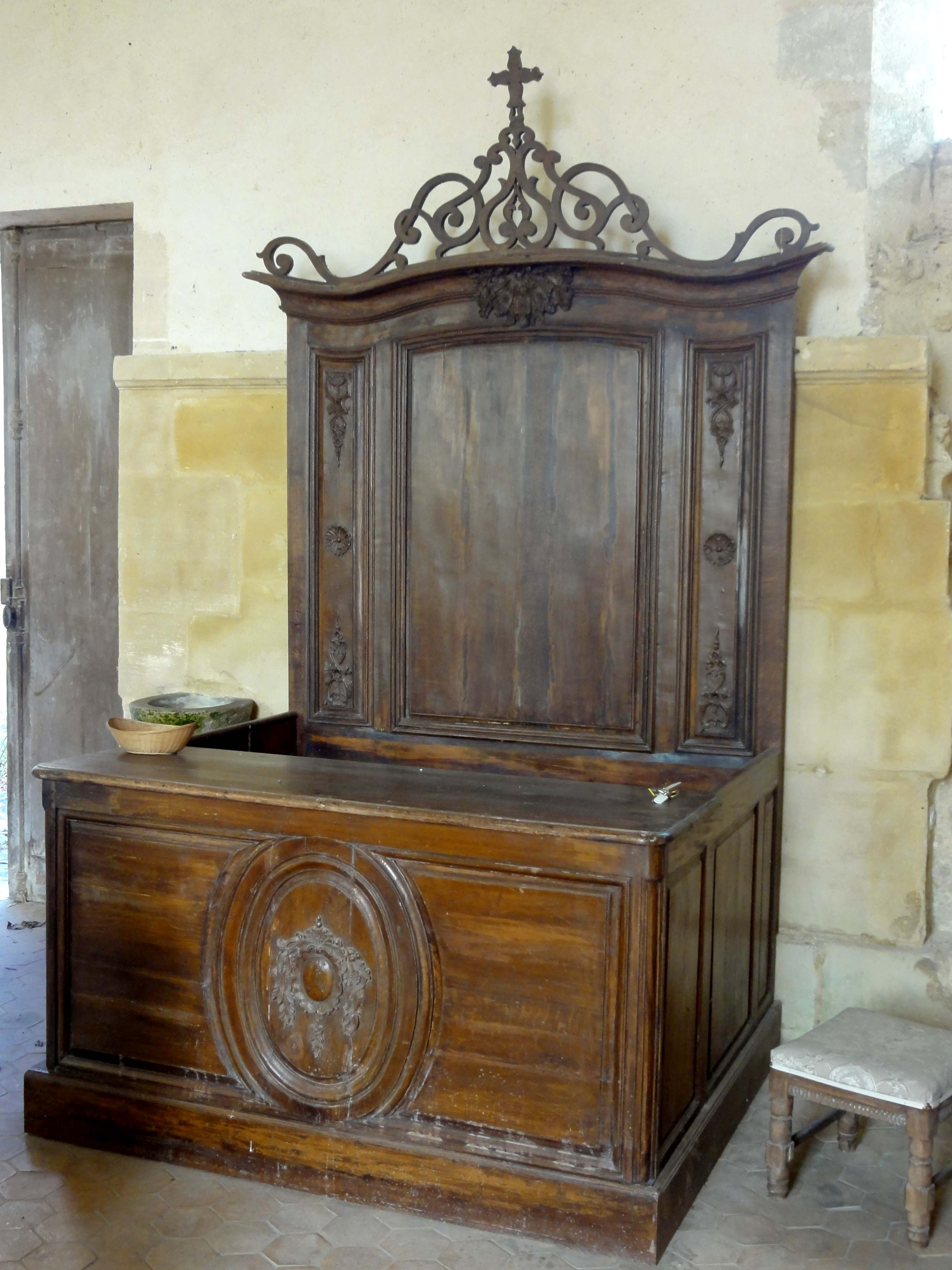
Banc d'œuvre.
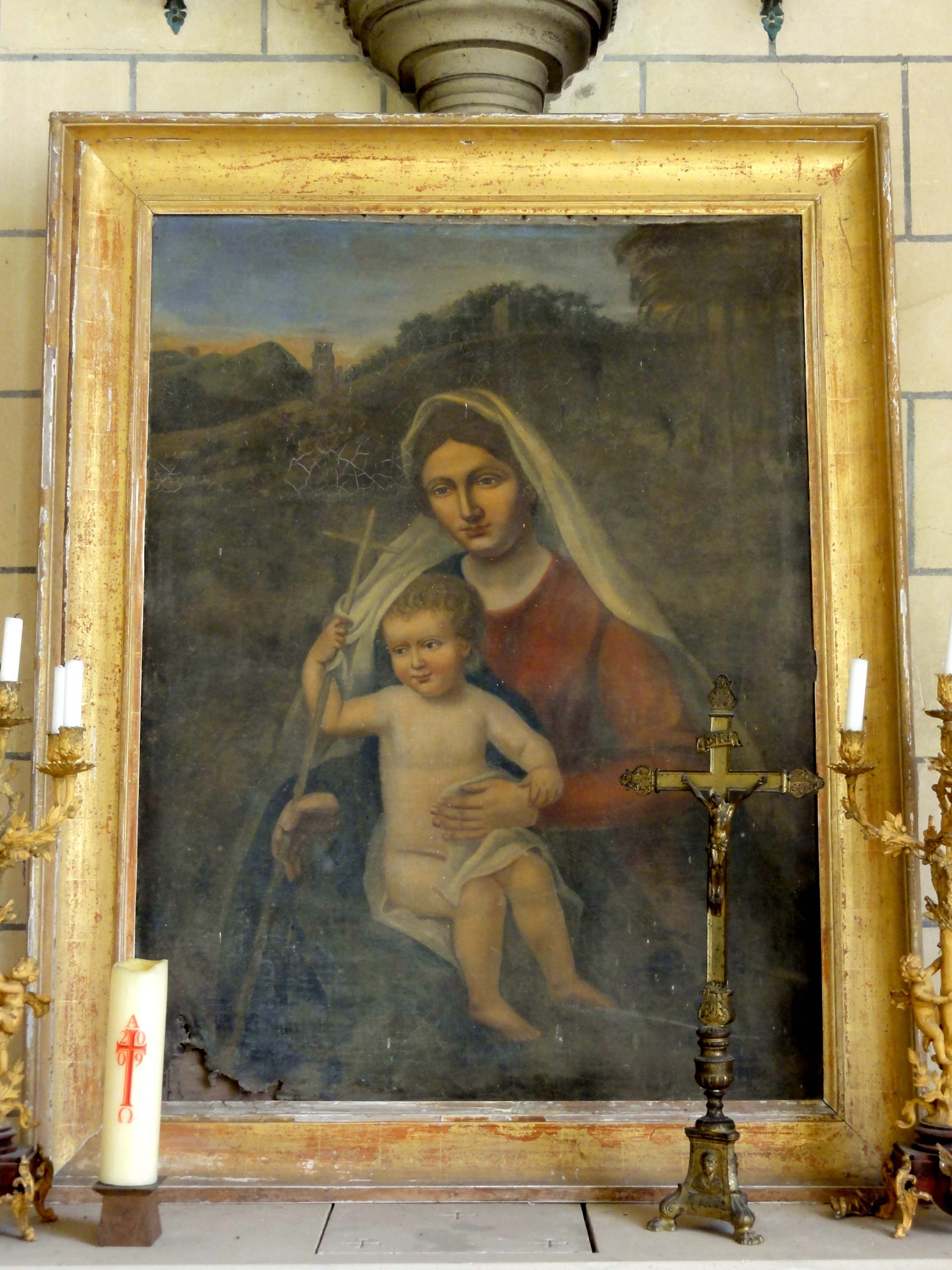
Tableau - Vierge à l'Enfant.
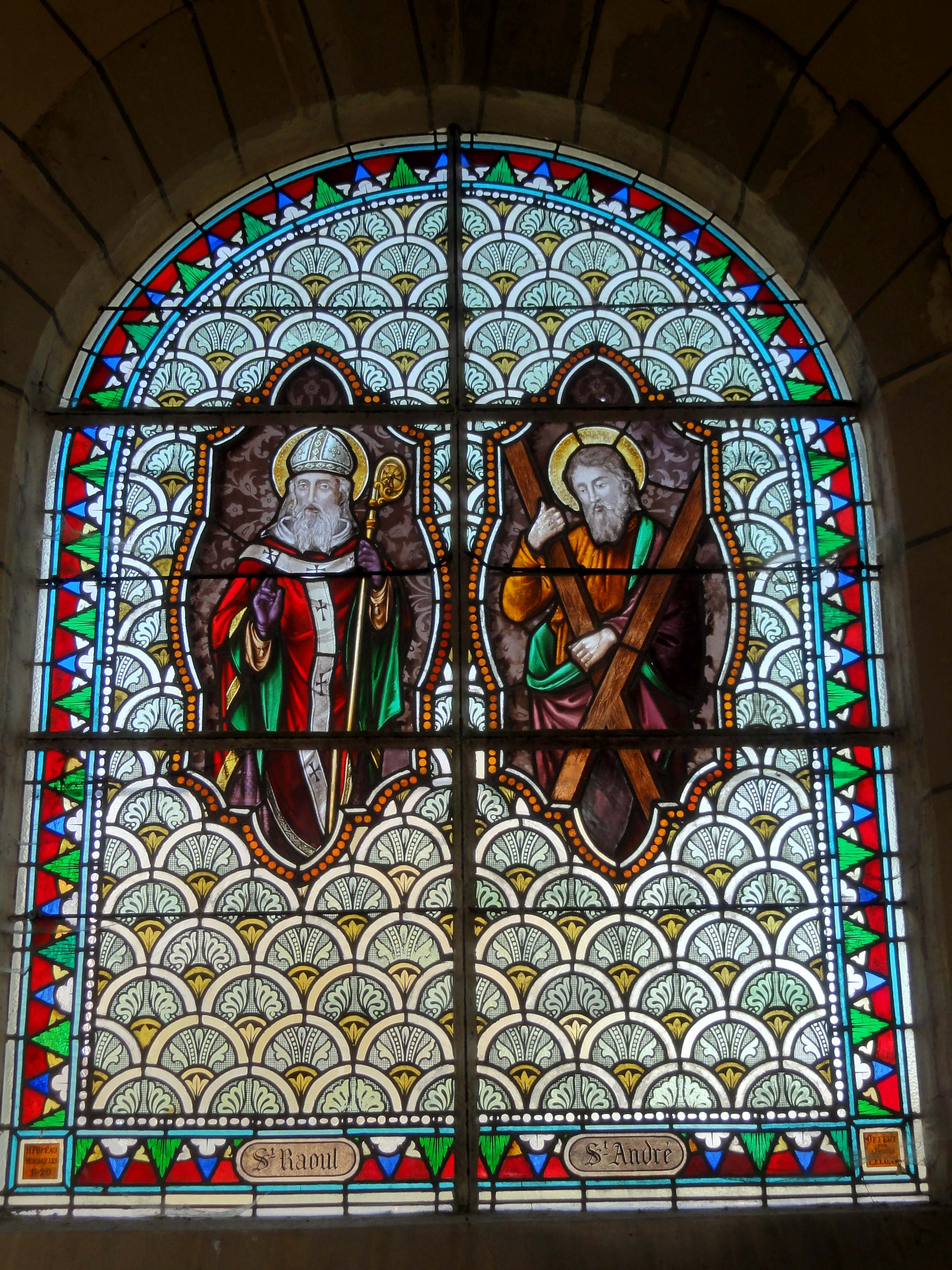
Verrière n° 1 - saint Raoul et saint André.